# Persone di nome Giovanni
| Questa pagina contiene informazioni ricavate automaticamente dalle voci biografiche con l'ausilio del template Bio e di un bot. L'aggiornamento è periodico e automatico e ricostruisce completamente la pagina. Se manca una persona in questa lista, sei pregato di non aggiungerla, ma accertati piuttosto che la sua voce biografica contenga il template Bio e che i dati anagrafici siano correttamente compilati. Se il template Bio manca, inseriscilo tu stesso o, in alternativa, metti l'avviso {{tmp\|Bio}} che ne segnala la mancanza. Se i dati riportati sono sbagliati, correggi direttamente la voce biografica; le modifiche saranno visibili in questa lista entro pochi giorni. Per chiarimenti vedi il progetto antroponimi. La lista contiene solo le 5.579 persone che sono citate nell'enciclopedia e per le quali è stato implementato correttamente il template Bio. Pagina aggiornata al 6 ago 2025. |

Questa è una lista di persone presenti nell'enciclopedia che hanno il nome Giovanni, suddivise per attività principale.

## Abati(16)
- Giovanni Abbarbagliati, abate italiano (Borgo Sansepolcro, n. 1295 - Camaldoli, † 1386)
- Giovanni Albino, abate, scrittore e diplomatico italiano (Castelluccio - Sant'Angelo a Fasanella)
- Giovanni Cristofano Amaduzzi, abate, filologo classico e filosofo italiano (Savignano di Romagna, n. 1740 - Roma, † 1792)
- Giovanni Caselli, abate e inventore italiano (Siena, n. 1815 - Firenze, † 1891)
- Giovanni Conia, abate e poeta italiano (Galatro, n. 1752 - Oppido Mamertina, † 1839)
- Giovanni Gualberto, abate e santo italiano (Villa di Poggio Petroio, n. 985 - Abbazia di San Michele Arcangelo a Passignano, † 1073)
- Giovanni di Gorze, abate franco († 976)
- Giovanni di Viktring, abate austriaco (San Pietroburgo, † 1347)
- Giovanni I di Merlau, abate tedesco (Mücke, n. 1360 - Fulda, † 1440)
- Giovanni Lapi, abate e botanico italiano (Borgo San Lorenzo, n. 1720 - Borgo San Lorenzo, † 1788)
- Giovanni Francesco Lazzarelli, abate, giurista e poeta italiano (Gubbio, n. 1621 - Mirandola, † 1693)
- Giovanni Morosini, abate italiano
- Giovanni Paolo Torti Rogadei, abate e vescovo cattolico italiano (Ospedaletto d'Alpinolo, n. 1668 - Avellino, † 1742)
- Giovanni Trevisan, abate e patriarca cattolico italiano (Venezia, n. 1503 - Venezia, † 1590)
- Giovanni Battista a Prato, abate, politico e giornalista italiano (Segonzano, n. 1812 - Trento, † 1883)
- Giovanni di Varax, abate e vescovo cattolico francese

## Agronomi(7)
- Giovanni Battista Beltrame, agronomo italiano (Camino di Buttrio)
- Giovanni Dalmasso, agronomo italiano (Castagnole delle Lanze, n. 1886 - Torino, † 1976)
- Giovanni Haussmann, agronomo russo (San Pietroburgo, n. 1906 - Lodi, † 1980)
- Giovanni Jacometti, agronomo e politico italiano (Trecate, n. 1874 - Torino, † 1964)
- Giovanni Marchese, agronomo e divulgatore scientifico italiano (Casale Monferrato, n. 1853 - Milano, † 1922)
- Giovanni Rossi, agronomo, veterinario e anarchico italiano (Pisa, n. 1856 - Pisa, † 1943)
- Giovan Vettorio Soderini, agronomo italiano (Firenze, n. 1527 - Volterra, † 1597)

## Alchimisti(1)
- Giovanni Mercurio da Correggio, alchimista italiano (n. 1451)

## Allenatori di football americano(1)
- Giovanni Fumarola, allenatore di football americano e ex giocatore di football americano italiano (San Michele Salentino, n. 1964)

## Allenatori di hockey su ghiaccio(1)
- Giovanni Marchetti, allenatore di hockey su ghiaccio e ex hockeista su ghiaccio italiano (Cavalese, n. 1968)

## Allenatori di pallacanestro(6)
- Gianni Asti, allenatore di pallacanestro italiano (Torino, n. 1947 - Torino, † 2018)
- Giovanni Benedetto, allenatore di pallacanestro italiano (Reggio Calabria, n. 1967)
- Giovanni Bozzi, allenatore di pallacanestro e dirigente sportivo belga (n. 1963)
- Gianni Lambruschi, allenatore di pallacanestro italiano (Cantù, n. 1953)
- Giovanni Papini, allenatore di pallacanestro italiano (Pescia, n. 1951 - Pescia, † 2009)
- Giovanni Perdichizzi, allenatore di pallacanestro italiano (Barcellona Pozzo di Gotto, n. 1960)

## Allenatori di pallavolo(4)
- Giovanni Caprara, allenatore di pallavolo italiano (Medicina, n. 1962)
- Giovanni D'Onghia, allenatore di pallavolo e ex pallavolista italiano (Taranto, n. 1963)
- Giovanni Guidetti, allenatore di pallavolo italiano (Modena, n. 1972)
- Giovanni Torchio, allenatore di pallavolo italiano (Cosenza, n. 1967)

## Allenatori di sci alpino(1)
- Giovanni Feltrin, allenatore di sci alpino e ex sciatore alpino italiano (n. 1971)

## Alpinisti(5)
- Giovanni Frangipane, alpinista, velocista e calciatore italiano (Palermo, n. 1902 - † 1967)
- Giovanni Gnifetti, alpinista e presbitero italiano (Alagna Valsesia, n. 1801 - Saint-Étienne, † 1867)
- Giovanni Pedrotti, alpinista, etnografo e naturalista italiano (Rovereto, n. 1867 - Andalo, † 1938)
- Tita Piaz, alpinista italiano (Pera di Fassa, n. 1879 - Pera di Fassa, † 1948)
- Giovanni Siorpaes, alpinista italiano (Cortina d'Ampezzo, n. 1869 - Cortina d'Ampezzo, † 1909)

## Ambasciatori(3)
- Giovanni Cappello, ambasciatore e armatore italiano (Venezia, n. 1497 - Lione, † 1559)
- Giovanni Emo, ambasciatore, diplomatico e militare italiano (Venezia, n. 1419 - Pontelagoscuro, † 1483)
- Giovanni Sagredo, ambasciatore italiano (Venezia, n. 1616 - Venezia, † 1682)

## Ambientalisti(2)
- Giovanni Salio, ambientalista e pacifista italiano (Torino, n. 1943 - † 2016)
- Gianni Silvestrini, ambientalista e saggista italiano (Aosta, n. 1947)

## Ammiragli(8)
- Giovanni Biassa, ammiraglio italiano (La Spezia - Mulazzo, † 1529)
- Giovanni Bichi, ammiraglio italiano (Siena, n. 1613 - Siena, † 1678)
- Giovanni De lo Cavo, ammiraglio e corsaro italiano (Anafi)
- Giovanni Galati, ammiraglio italiano (Napoli, n. 1897 - Roma, † 1971)
- Giovanni Pettorino, ammiraglio italiano (Roma, n. 1956)
- Giovanni Battista Scapin, ammiraglio italiano (Padova, n. 1876 - La Spezia, † 1935)
- Giovanni Torrisi, ammiraglio italiano (Catania, n. 1917 - La Maddalena, † 1992)
- Giovanni Vacca, ammiraglio e politico italiano (Napoli, n. 1810 - Napoli, † 1879)

## Anarchici(4)
- Giovanni Forbicini, anarchico italiano (Castelbolognese, n. 1874 - Roma, † 1955)
- Giovanni Mariga, anarchico e partigiano italiano (Padova, n. 1899 - Carrara, † 1979)
- Giovanni Marini, anarchico e poeta italiano (Sacco, n. 1942 - Salerno, † 2001)
- Giovanni Passannante, anarchico italiano (Salvia, n. 1849 - Montelupo Fiorentino, † 1910)

## Anatomisti(8)
- Giovanni Antonelli, anatomista italiano (L'Aquila, n. 1838 - Napoli, † 1914)
- Giovanni Ambrogio Bertrandi, anatomista e chirurgo italiano (Torino, n. 1723 - Torino, † 1765)
- Giovanni Alessandro Brambilla, anatomista, patologo e medico italiano (San Zenone al Po, n. 1728 - Padova, † 1800)
- Giovanni Agostino Cucchi, anatomista, medico e filosofo italiano († 1664)
- Paolo Mascagni, anatomista e illustratore italiano (Pomarance, n. 1755 - Chiusdino, † 1815)
- Giovanni Domenico Santorini, anatomista italiano (Venezia, n. 1681 - † 1737)
- Giovanni Girolamo Sbaraglia, anatomista italiano (Bologna, n. 1641 - † 1710)
- Giovanni da Varignana, anatomista e medico italiano († 1278)

## Antifascisti(5)
- Giovanni Becciolini, antifascista italiano (Firenze, n. 1899 - Firenze, † 1925)
- Giovanni Corvi, antifascista italiano (Aprica, n. 1898 - Cocconato, † 1944)
- Giovanni Ferro, antifascista, scrittore e storico italiano (Bergamo, n. 1911 - Milano, † 2008)
- Giovanni Padoan, antifascista e partigiano italiano (Cormons, n. 1909 - Cormons, † 2007)
- Giovanni Roveda, antifascista, sindacalista e politico italiano (Mortara, n. 1894 - Torino, † 1962)

## Antropologi(4)
- Giovanni Battista Bronzini, antropologo italiano (Matera, n. 1925 - Bari, † 2002)
- Giovanni Caselli, antropologo italiano (Bagno a Ripoli, n. 1939)
- Giovanni Tassoni, antropologo italiano (Viadana, n. 1905 - Villafranca di Verona, † 2000)
- Giovanni Vacca, antropologo e musicologo italiano (Napoli, n. 1963)

## Arbitri di calcio(4)
- Giovanni Ayroldi, arbitro di calcio italiano (Molfetta, n. 1991)
- Giovanni Galeati, arbitro di calcio italiano (Castel Bolognese, n. 1901 - Bologna, † 1959)
- Giovanni Gonani, arbitro di calcio italiano (Ravenna, n. 1901)
- Giovanni Merlino, arbitro di calcio italiano (Torre del Greco, n. 1952)

## Archeologi(18)
- Giovanni Battista Adriani, archeologo, storico e numismatico italiano (Racconigi, n. 1823 - Cherasco, † 1905)
- Giovanni Becatti, archeologo e funzionario italiano (Siena, n. 1912 - Roma, † 1973)
- Giovanni Carrara, archeologo italiano (Pola, n. 1806 - Pola, † 1850)
- Giovanni Colonna, archeologo italiano (Roma, n. 1934)
- Giovanni Carlo Conestabile della Staffa, archeologo italiano (Perugia, n. 1824 - Perugia, † 1877)
- Giovanni Battista de Rossi, archeologo e epigrafista italiano (Roma, n. 1822 - Castel Gandolfo, † 1894)
- Giovanni Fraccia, archeologo e numismatico italiano (Palermo, n. 1824 - Cagliari, † 1892)
- Giovanni Battista Frescura, archeologo italiano (Calalzo di Cadore, n. 1921 - Padova, † 1993)
- Giovanni Battista Giani, archeologo italiano (Golasecca, n. 1788 - Milano, † 1859)
- Giovanni Lilliu, archeologo e pubblicista italiano (Barumini, n. 1914 - Cagliari, † 2012)
- Giovanni Pansa, archeologo, avvocato e storico italiano (Sulmona, n. 1865 - † 1929)
- Giovanni Patroni, archeologo italiano (Napoli, n. 1869 - Celleno, † 1951)
- Giovanni Pinza, archeologo italiano (Roma, n. 1872 - Roma, † 1940)
- Giovanni Rizza, archeologo italiano (Monterosso Almo, n. 1923 - Catania, † 2011)
- Giovanni Smirich, archeologo e pittore dalmata (Zara, n. 1842 - † 1929)
- Giovanni Spano, archeologo, linguista e etnologo italiano (Ploaghe, n. 1803 - Cagliari, † 1878)
- Giovanni Vignoli, archeologo e numismatico italiano (Pitigliano, n. 1667 - Roma, † 1733)
- Giovanni Battista Visconti, archeologo italiano (n. 1722 - † 1784)

## Archivisti(4)
- Giovanni Antonelli, archivista, storico e politico italiano (Spoleto, n. 1919 - Spoleto, † 2009)
- Giovanni Drei, archivista e storico italiano (Faenza, n. 1881 - Parma, † 1950)
- Giovanni Vittani, archivista, paleografo e storico italiano (Milano, n. 1875 - Milano, † 1938)
- Giovanni Zarrilli, archivista e storico italiano (Campobasso, n. 1926 - Roma, † 1969)

## Arcivescovi(9)
- Giovanni Battista Braschi, arcivescovo e storico italiano (Cesena, n. 1656 - Roma, † 1736)
- Giovanni Vincenzo, arcivescovo italiano (Besate - Celle, † 1000)
- Giovanni II, arcivescovo italiano (Trani)
- Giovanni III Scolastico, arcivescovo siriaco (Sirimis, n. 503 - † 577)
- Giovanni di Strigonio, arcivescovo ungherese († 1223)
- Giovanni I di Tessalonica, arcivescovo e santo bizantino
- Giovanni II di Cappadocia, arcivescovo bizantino († 520)
- Giovanni V di Costantinopoli, arcivescovo bizantino († 675)
- Giovanni VI di Costantinopoli, arcivescovo bizantino († 715)

## Arcivescovi cristiani orientali(2)
- Giovanni IV di Alessandria, arcivescovo cristiano orientale egiziano (Egitto - Alessandria d'Egitto, † 799)
- Giovanni III Semnudeo, arcivescovo cristiano orientale egiziano (Samannud - † 689)

## Arcivescovi luterani(1)
- Giovanni Federico di Holstein-Gottorp, arcivescovo luterano tedesco (Gottorp, n. 1579 - monastero di Buxtehude, † 1634)

## Arcivescovi ortodossi(11)
- Giovanni IX di Costantinopoli, arcivescovo ortodosso bizantino († 1134)
- Giovanni XI di Costantinopoli, arcivescovo ortodosso e teologo bizantino († 1297)
- Giovanni X di Costantinopoli, arcivescovo ortodosso bizantino (Costantinopoli - Costantinopoli, † 1206)
- Giovanni XII di Costantinopoli, arcivescovo ortodosso bizantino (Sozopolis)
- Giovanni VIII Xifilino, arcivescovo ortodosso e scrittore bizantino (Trebisonda, n. 1010 - Costantinopoli, † 1075)
- Giovanni X Yazigi, arcivescovo ortodosso siriano (Laodicea, n. 1955)
- Giovanni VIII di Gerusalemme, arcivescovo ortodosso bizantino
- Giovanni, arcivescovo ortodosso albanese (Tirana, n. 1956)
- Giovanni IV di Alessandria, arcivescovo ortodosso egiziano († 579)
- Giovanni VI di Alessandria, arcivescovo ortodosso egiziano († 1100)
- Giovanni XIII di Costantinopoli, arcivescovo ortodosso bizantino (n. 1250)

## Armatori(2)
- Giovanni Gaggino, armatore e aforista italiano (Varazze, n. 1846 - Garaoch, † 1918)
- Giovanni Gavarone, armatore e dirigente sportivo italiano (Genova, n. 1882)

## Arpisti(2)
- Giovanni Caramiello, arpista e compositore italiano (Napoli, n. 1838 - Napoli, † 1938)
- Giovanni Francesco Giuliani, arpista, compositore e direttore d'orchestra italiano (Livorno, n. 1760 - Firenze, † 1820)

## Artigiani(6)
- Giovanni Bonacina, artigiano e imprenditore italiano (Lurago d'Erba, n. 1869 - † 1960)
- Giovanni Borgi, artigiano italiano (Roma, n. 1732 - Roma, † 1798)
- Giovanni Fortini, artigiano italiano
- Giovanni Battista Giusti, artigiano italiano
- Giovanni Maccari, artigiano italiano (n. 1622 - † 1697)
- Giovanni Savoi, artigiano italiano (Siena)

## Artisti(16)
- Giovanni Anselmo, artista italiano (Borgofranco d'Ivrea, n. 1934 - Torino, † 2023)
- Giovanni Boccardi, artista italiano (Firenze, n. 1460 - † 1529)
- Giovanni Braggion, artista e decoratore italiano (Noventa Vicentina, n. 1885 - Genova, † 1975)
- Giovanni Collina, artista italiano (Faenza, n. 1820 - Faenza, † 1893)
- Giovanni Antonio Colomba, artista e decoratore svizzero (Arogno, n. 1585 - Arogno, † 1650)
- Giovanni Columbu, artista e regista italiano (Nuoro, n. 1949)
- Gianandrea Gazzola, artista, designer e scenografo italiano (Verona, n. 1948)
- Giovanni Battista Gianotti, artista, decoratore e designer italiano (Cirié, n. 1873 - † 1928)
- Giovanni Maria Mariani, artista italiano (Ascoli Piceno)
- Giovanni Menada, artista italiano (Reggio Emilia, n. 1954)
- Giuseppe Merci, artista e illusionista italiano (Orbetello, n. 1750 - Berdyčiv)
- Gianni Monnet, artista, architetto e grafico italiano (Torino, n. 1912 - Lugano, † 1958)
- Gianpistone, artista, pittore e scenografo italiano (Roma, n. 1929 - Roma, † 2020)
- Giovanni Battista Podestà, artista italiano (Torre Pallavicina, n. 1895 - Laveno-Mombello, † 1976)
- Giovanni Tamburelli, artista, scultore e poeta italiano (Torino, n. 1952)
- Giovanni Valentini, artista italiano (Galatina, n. 1939 - Rivergaro, † 2021)

## Astrofisici(1)
- Giovanni Covone, astrofisico, divulgatore scientifico e saggista italiano (Trani, n. 1969)

## Astrologi(2)
- Giovanni di Eschenden, astrologo inglese
- Giovanni Battista Seni, astrologo italiano (Padova, n. 1600 - Genova, † 1656)

## Astronomi(20)
- Giovanni Anselmi, astronomo italiano (Roma, n. 1952)
- Giovanni Antonelli, astronomo e matematico italiano (Pistoia, n. 1818 - Firenze, † 1872)
- Giovanni Bartolini, astronomo, astrologo e bibliotecario italiano (Bologna)
- Giovanni Boccardi, astronomo, matematico e presbitero italiano (Castelmauro, n. 1859 - Villetta, † 1936)
- Giovanni Celoria, astronomo e politico italiano (Casale Monferrato, n. 1842 - Milano, † 1920)
- Giovanni De Sanctis, astronomo italiano (San Martino sulla Marrucina, n. 1949)
- Giovanni Paolo Gallucci, astronomo, cosmografo e traduttore italiano (Salò, n. 1538 - Venezia, † 1621)
- Giovanni di Sassonia, astronomo e astrologo tedesco
- Giovanni Godoli, astronomo italiano (Firenze, n. 1927 - Firenze, † 2006)
- Giovanni Keplero, astronomo, astrologo e matematico tedesco (Weil der Stadt, n. 1571 - Ratisbona, † 1630)
- Giovanni Battista Lacchini, astronomo italiano (Faenza, n. 1884 - Faenza, † 1967)
- Giovanni Antonio Magini, astronomo, astrologo e matematico italiano (Padova, n. 1555 - Bologna, † 1617)
- Giovanni Domenico Maraldi, astronomo italiano (Perinaldo, n. 1709 - Perinaldo, † 1788)
- Giovanni Giacomo Marinoni, astronomo e matematico italiano (Udine, n. 1676 - Vienna, † 1755)
- Giovanni Santini, astronomo, matematico e scienziato italiano (Caprese Michelangelo, n. 1787 - Noventa Padovana, † 1877)
- Giovanni Schiaparelli, astronomo, storico della scienza e ingegnere italiano (Savigliano, n. 1835 - Milano, † 1910)
- Giovanni Silva, astronomo e scienziato italiano (Legnago, n. 1882 - Padova, † 1957)
- Giovanni Sostero, astronomo italiano (Udine, n. 1964 - Udine, † 2012)
- Giovanni Zappa, astronomo italiano (Milano, n. 1884 - Teramo, † 1923)
- Giovanni Zonaro, astronomo italiano

## Atleti paralimpici(1)
- Giovanni Zaramella, atleta paralimpico italiano (Padova, n. 2007)

## Attivisti(4)
- Giovanni Ardizzone, attivista e pacifista italiano (Castano Primo, n. 1941 - Milano, † 1962)
- Giovanni Berta, attivista italiano (Firenze, n. 1894 - Firenze, † 1921)
- Giovanni Ermiglia, attivista italiano (Sanremo, n. 1905 - Sanremo, † 2004)
- Giovanni Nuvoli, attivista italiano (Alghero, n. 1953 - Alghero, † 2007)

## Attori(42)
- Giovanni Alamia, attore, cantautore e comico italiano (Palermo, n. 1951 - Palermo, † 2000)
- Giovanni Anzaldo, attore, regista e sceneggiatore italiano (Torino, n. 1987)
- Giovanni Attanasio, attore italiano (Napoli, n. 1928 - Roma, † 1988)
- Giovanni Barrella, attore, commediografo e poeta italiano (Milano, n. 1884 - Erba, † 1967)
- Giovanni Battezzato, attore e doppiatore italiano (Milano, n. 1950 - Comerio, † 2022)
- Giovanni Boncoddo, attore e regista italiano (Spadafora, n. 1961)
- Giovanni Brusatori, attore, doppiatore e dialoghista italiano (Milano, n. 1946)
- Giovanni Calcagno, attore e regista teatrale italiano (Paternò, n. 1971)
- Giovanni Calò, attore e regista teatrale italiano (Taranto, n. 1951)
- Giovanni Capalbo, attore italiano (Senise, n. 1969)
- Giovanni Carroni, attore, scrittore e regista italiano (Nuoro, n. 1958)
- Giovanni Cianfriglia, attore e stuntman italiano (Anzio, n. 1935 - Anzio, † 2024)
- Giovanni Cimara, attore italiano (Roma, n. 1889 - † 1970)
- Pupo De Luca, attore e musicista italiano (Milano, n. 1926 - Lanzarote, † 2006)
- Giovanni De Lucia, attore italiano (Cividale del Friuli, n. 1953)
- Giovanni De Nava, attore italiano (Roma, n. 1944)
- Giovanni Esposito, attore, regista e comico italiano (Napoli, n. 1970)
- Giovanni Febraro, attore italiano
- Giovanni Frezza, attore italiano (Potenza, n. 1972)
- Giovanni Grasso, attore italiano (Catania, n. 1873 - Catania, † 1930)
- Giovanni Grasso, attore italiano (Catania, n. 1888 - Catania, † 1963)
- Giovanni Guardiano, attore italiano (Ragusa, n. 1963)
- Giovanni Guidelli, attore italiano (Arezzo, n. 1966)
- Giovanni Lombardo Radice, attore e sceneggiatore italiano (Roma, n. 1954 - Roma, † 2023)
- Giovanni Martorana, attore italiano (Palermo, n. 1962 - Monreale, † 2018)
- Giovanni Montarone, attore italiano (Milano, n. 1986)
- Giovanni Nannini, attore italiano (Firenze, n. 1921 - Firenze, † 2011)
- Giovanni Onorato, attore italiano (Palermo, n. 1902 - Palermo, † 1960)
- Gianni Palladino, attore e cabarettista italiano (Sulmona, n. 1948 - Monza, † 2008)
- Giovanni Pallavicino, attore italiano
- Giovanni Petrucci, attore, doppiatore e dialoghista italiano (Roma, n. 1941)
- Giancarlo Santelli, attore, artista e artigiano italiano (Santeramo in Colle, n. 1944 - Monterotondo, † 2020)
- Giovanni Ribisi, attore statunitense (Los Angeles, n. 1974)
- Giovanni Rienzo, attore italiano (Castellammare di Stabia, n. 1980)
- Giovanni Saccenti, attore e doppiatore italiano (Firenze, n. 1898)
- Giovanni Scifoni, attore, drammaturgo e personaggio televisivo italiano (Roma, n. 1976)
- Giovanni Ivan Scratuglia, attore italiano (Lagosta, n. 1938 - Roma, † 2013)
- Gian Orlando Vassallo, attore, regista e sceneggiatore italiano (Lucca, n. 1883 - Roma, † 1960)
- Giovanni Vettorazzo, attore italiano (Rovereto, n. 1953)
- Giovanni Enrico Vidali, attore e regista italiano (Roma, n. 1869 - Roma, † 1937)
- Giovanni Visentin, attore e regista italiano (Udine, n. 1953)
- Cesare Zoppetti, attore italiano (Genova, n. 1876 - Roma, † 1940)

## Attori teatrali(13)
- Giovanni Aliprandi, attore teatrale italiano (n. 1824 - Gualdo Tadino, † 1914)
- Giovanni Boccomini, attore teatrale italiano (Roma, n. 1784 - Trieste, † 1836)
- Giovanni Casaleggio, attore teatrale, attore e regista italiano (Torino, n. 1876 - Torino, † 1955)
- Giovanni Andrea Cimadori, attore teatrale italiano (Ferrara - Lione, † 1684)
- Giovanni Battista Costantini, attore teatrale italiano (Verona, n. 1654 - La Rochelle, † 1720)
- Giovanni Emanuel, attore teatrale italiano (Morano sul Po, n. 1848 - Torino, † 1902)
- Giovanni Gherardi, attore teatrale e musicista italiano (Spoleto - Parigi, † 1683)
- Giovanni Battista Angelo Agostino Lolli, attore teatrale italiano (Bologna - Parigi, † 1702)
- Giovanni Battista Paghetti, attore teatrale italiano
- Giovanni Pellesini, attore teatrale italiano (Modena, n. 1526)
- Giovanni Poggiali, attore teatrale, drammaturgo e musicista italiano (Rimini, n. 1946 - Sicignano degli Alburni, † 1987)
- Giovanni Toselli, attore teatrale italiano (Cuneo, n. 1819 - Genova, † 1886)
- Giovanni Ventura, attore teatrale, drammaturgo e poeta italiano (Milano, n. 1800 - Milano, † 1869)

## Autori di giochi(1)
- Giovanni Ingellis, autore di giochi italiano (Acquaviva delle Fonti, n. 1951 - Milano, † 1998)

## Autori televisivi(1)
- Giovanni Benincasa, autore televisivo, conduttore televisivo e scrittore italiano (Napoli, n. 1960)

## Aviatori(7)
- Giovanni Battista Boscutti, aviatore italiano (Sanguarzo di Cividale, n. 1912 - Correzzola, † 1944)
- John Carta, aviatore italiano (Alghero, n. 1946 - Sacramento, † 1990)
- Giovanni De Briganti, aviatore e militare italiano (Firenze, n. 1892 - Pisa, † 1937)
- Giovanni Folchi, aviatore italiano (Milano, n. 1916 - Milano, † 1946)
- Giovanni Ghinazzi, aviatore italiano (Bologna, n. 1915 - † 1986)
- Giovanni Battista Lucchini, aviatore e militare italiano (Caprino Veronese, n. 1903 - Gibilterra, † 1940)
- Giovanni Sabelli, aviatore e militare italiano (Napoli, n. 1886 - Bainsizza, † 1917)

## Avventurieri(1)
- Giovanni Gerolamo Arconati Lamberti, avventuriero italiano (Milano - Nyon, † 1733)

## Banchieri(13)
- Giovanni Acanfora, banchiere italiano (Castellammare di Stabia, n. 1884 - † 1976)
- Giovanni Antonio Aliprandi, banchiere italiano (Pavia)
- Giovanni Auletta Armenise, banchiere e dirigente d'azienda italiano (Bari, n. 1931 - Roma, † 2013)
- Giovanni Bazoli, banchiere italiano (Brescia, n. 1932)
- Giovanni De Censi, banchiere e dirigente d'azienda italiano (Berbenno di Valtellina, n. 1938)
- Giovanni Lanfredini, banchiere e politico italiano (Firenze, n. 1437 - Roma, † 1490)
- Giovanni Andrea Massa, banchiere, nobile e politico italiano
- Giovanni di Bicci de' Medici, banchiere italiano (Firenze, n. 1360 - Firenze, † 1429)
- Giovanni di Cosimo de' Medici, banchiere italiano (Firenze, n. 1421 - Firenze, † 1463)
- Giovanni Nigra, banchiere, politico e nobile italiano (Torino, n. 1798 - Torino, † 1865)
- Giovanni Battista Sacchetti, banchiere e mercante italiano (Firenze, n. 1540 - Roma, † 1620)
- Giovanni Spangher, banchiere, imprenditore e dirigente d'azienda italiano (Villesse, n. 1852 - Genova, † 1916)
- Giovanni Tornabuoni, banchiere e mecenate italiano (Firenze, n. 1428 - Firenze, † 1497)

## Baritoni(6)
- Giovanni Battista Belletti, baritono italiano (Sarzana, n. 1813 - Sarzana, † 1890)
- Giovanni Guerini, baritono italiano (Bergamo, n. 1963 - Bergamo, † 2023)
- Giovanni Guicciardi, baritono italiano (Reggio nell'Emilia, n. 1819 - San Polo d'Enza, † 1883)
- Giovanni Inghilleri, baritono italiano (Porto Empedocle, n. 1894 - Milano, † 1959)
- Giovanni Meoni, baritono e docente italiano (Genzano di Roma, n. 1964)
- Giovanni Polese, baritono italiano (Venezia, n. 1873 - Induno Olona, † 1952)

## Bassi(2)
- Giovanni Orazio Cartagenova, basso e baritono italiano (Genova, n. 1800 - Vicenza, † 1841)
- Giovanni Battista Zonca, basso italiano (Brescia, n. 1728 - Gambara, † 1809)

## Bassisti(1)
- Giovanni Tommaso, bassista e contrabbassista italiano (Lucca, n. 1941)

## Batteristi(1)
- Giovanni Pezzoli, batterista italiano (Bologna, n. 1952 - Bologna, † 2022)

## Beati(2)
- Giovanni da Penna San Giovanni, beato e francescano italiano (Penna San Giovanni - Penna San Giovanni)
- Giovanni da Vespignano, beato italiano (Vicchio, n. 1235 - Firenze, † 1331)

## Biatleti(2)
- Giovanni Astegiano, biatleta italiano (Limone Piemonte, n. 1940 - Entracque, † 1980)
- Roberto Marchesi, ex biatleta italiano (Bergamo, n. 1966)

## Bibliografi(2)
- Giovanni Papanti, bibliografo italiano (Livorno, n. 1830 - Castel Gandolfo, † 1893)
- Giovanni Solimine, bibliografo italiano (Bagnoli Irpino, n. 1951)

## Bibliotecari(1)
- Giovanni Semerano, bibliotecario, filologo classico e linguista italiano (Ostuni, n. 1911 - Avezzano, † 2005)

## Biblisti(1)
- Giovanni Stefano Menochio, biblista e gesuita italiano (Padova, n. 1575 - Roma, † 1655)

## Biochimici(2)
- Giovanni Moruzzi, biochimico italiano (Parma, n. 1904 - Bologna, † 1990)
- Giovanni Polidoro, biochimico e politico italiano (Altino, n. 1944)

## Biologi(3)
- Giovanni Canestrini, biologo, naturalista e aracnologo italiano (Revò, n. 1835 - Padova, † 1900)
- Giovanni Giudice, biologo e politico italiano (Palermo, n. 1933 - Palermo, † 2016)
- Giovanni Ruvolo, biologo e politico italiano (Caltanissetta, n. 1966)

## Blogger(1)
- Giovanni Lo Porto, blogger italiano (Palermo, n. 1977 - Multan, † 2015)

## Bobbisti(2)
- Giovanni De Martin, bobbista italiano (Lozzo di Cadore, n. 1927 - Galliera, † 1999)
- Giovanni Tabacchi, bobbista italiano (Belluno, n. 1931 - Firenze, † 2018)

## Boccisti(1)
- Giovanni Serrando, boccista italiano (Genova, n. 1921 - † 1992)

## Boia(1)
- Mastro Titta, boia italiano (Senigallia, n. 1779 - Roma, † 1869)

## Botanici(12)
- Giovanni Arcangeli, botanico italiano (Firenze, n. 1840 - Pisa, † 1921)
- Giovanni de' Brignoli di Brünnhoff, botanico italiano (Gradisca d'Isonzo, n. 1774 - Modena, † 1857)
- Giovanni Battista De Toni, botanico, medico e chimico italiano (Venezia, n. 1864 - Modena, † 1924)
- Giovanni Faber, botanico, medico e collezionista d'arte tedesco (Bamberga, n. 1574 - Roma, † 1629)
- Giovanni Giannini, botanico e medico italiano (Tereglio, n. 1793 - Tereglio, † 1871)
- Giovanni Gussone, botanico italiano (Villamaina, n. 1787 - Napoli, † 1866)
- Giovanni Larber, botanico e medico italiano (Crespano del Grappa, n. 1703 - Cavaso, † 1761)
- Giovanni Marsili, botanico italiano (Pontebba, n. 1727 - Padova, † 1795)
- Giovanni Ettore Mattei, botanico italiano (Castelfranco Emilia, n. 1865 - Sciara, † 1943)
- Giovanni Passerini, botanico, entomologo e micologo italiano (Pieve di Guastalla, n. 1816 - Parma, † 1893)
- Giovanni Battista Traverso, botanico e micologo italiano (Pavia, n. 1878 - Pavia, † 1955)
- Giovanni Zantedeschi, botanico italiano (Molina di Fumane, n. 1773 - Bovegno, † 1846)

## Briganti(3)
- Giovanni Beatrice, brigante italiano (Gargnano, n. 1576 - Tignale, † 1617)
- Giovanni Boncoraggio, brigante italiano (Canicattini Bagni, n. 1831 - Canicattini Bagni, † 1910)
- Giovanni Tolu, brigante italiano (Florinas, n. 1822 - Porto Torres, † 1896)

## Canoisti(1)
- Giovanni De Gennaro, canoista italiano (Brescia, n. 1992)

## Canottieri(14)
- Giovanni Abagnale, canottiere italiano (Gragnano, n. 1995)
- Giovanni Calabrese, ex canottiere italiano (Messina, n. 1966)
- Giovanni Mario Michele Cambiaso, canottiere italiano (Genova, n. 2001)
- Giovanni Codato, canottiere italiano (Saronno, n. 1999)
- Giovanni Delise, canottiere italiano (Isola d'Istria, n. 1907 - Isola d'Istria, † 1947)
- Giovanni Ficarra, canottiere italiano (Messina, n. 1996)
- Giovanni Invernizzi, canottiere italiano (Mandello del Lario, n. 1926 - Abbadia Lariana, † 1986)
- Giovanni Plazzer, canottiere italiano (Capodistria, n. 1899 - † 1983)
- Giovanni Scatturin, canottiere italiano (Venezia, n. 1893 - Rosario, † 1951)
- Giovanni Scher, canottiere italiano (Capodistria, n. 1915 - Trieste, † 1992)
- Giovanni Spinola, canottiere italiano (Gravedona ed Uniti, n. 1935 - Gravedona ed Uniti, † 2020)
- Giovanni Steffè, canottiere italiano (Capodistria, n. 1928 - Recco, † 2016)
- Giovanni Suarez, ex canottiere italiano (Chelsea, n. 1963)
- Giovanni Zucchi, canottiere italiano (Mandello del Lario, n. 1931 - Mandello del Lario, † 2021)

## Cantanti(7)
- Tata Giacobetti, cantante, contrabbassista e paroliere italiano (Roma, n. 1922 - Roma, † 1988)
- Miani, cantante italiano (Udine, n. 1962)
- Gianni Pettenati, cantante e critico musicale italiano (Piacenza, n. 1945 - Albenga, † 2025)
- Ghemon, cantante, rapper e comico italiano (Avellino, n. 1982)
- Massimo Ranieri, cantante e attore italiano (Napoli, n. 1951)
- Scialpi, cantante, attore e personaggio televisivo italiano (Parma, n. 1962)
- Giovanni Zarrella, cantante, showman e ballerino italiano (Hechingen, n. 1978)

## Cantautori(12)
- Giovanni Block, cantautore italiano (Napoli, n. 1984)
- Giovanni Caccamo, cantautore italiano (Modica, n. 1990)
- Giovanni Lindo Ferretti, cantautore, scrittore e attore italiano (Cerreto Alpi, n. 1953)
- Jack Savoretti, cantautore britannico (Londra, n. 1983)
- Gianni Celeste, cantautore italiano (Catania, n. 1964)
- Colombre, cantautore italiano (Senigallia, n. 1982)
- Neffa, cantautore, rapper e produttore discografico italiano (Scafati, n. 1967)
- Giò Sada, cantautore e musicista italiano (Bari, n. 1989)
- Sangiovanni, cantautore italiano (Vicenza, n. 2003)
- Giovanni Truppi, cantautore italiano (Napoli, n. 1981)
- Giovanni Ullu, cantautore, compositore e arrangiatore italiano (Roma, n. 1948)
- Gianni Vezzosi, cantautore italiano (Catania, n. 1970)

## Cartografi(5)
- Giovanni Maria Cassini, cartografo, incisore e disegnatore italiano (n. 1745 - † 1824)
- Giovanni Matteo Contarini, cartografo italiano († 1507)
- Giovanni Antonio Rizzi Zannoni, cartografo e geografo italiano (Padova, n. 1736 - Napoli, † 1814)
- Giovanni Andrea Vavassore, cartografo e editore italiano (Telgate, n. 1518 - Venezia, † 1572)
- Giovanni Vespucci, cartografo italiano (Firenze, n. 1486)

## Cavalieri(1)
- Giovanni Menchi, cavaliere italiano (Firenze, n. 1975)

## Cembalari(1)
- Giovanni Ferrini, cembalaro italiano (Firenze, n. 1698 - Firenze, † 1758)

## Ceramisti(3)
- Giovanni De Simone, ceramista italiano (Palermo, n. 1930 - Palermo, † 1991)
- Giovanni Pardi, ceramista italiano (Castelli, n. 1853 - Rapino, † 1929)
- Giovanni Urbinati, ceramista e scultore italiano (Rimini, n. 1946 - Rimini, † 2023)

## Cestisti(22)
- Giovanni Agusto, cestista italiano (Ferrara, n. 1988)
- Gianni Bertolotti, ex cestista italiano (Milano, n. 1950)
- Giovanni Colaone, cestista e hockeista su slittino italiano (Bolzano, n. 1971)
- Giovanni Dalla Libera, ex cestista italiano (Arcade, n. 1967)
- Giovanni De Nicolao, cestista italiano (Camposampiero, n. 1996)
- Giovanni Fattori, cestista italiano (Cecina, n. 1985)
- Giovanni Gavagnin, cestista e allenatore di pallacanestro italiano (Portogruaro, n. 1936 - Caserta, † 2013)
- Giovanni Gebbia, ex cestista e allenatore di pallacanestro italiano (Catania, n. 1956)
- Giovanni Grattoni, ex cestista italiano (Cormons, n. 1959)
- Giovanni Miliani, cestista italiano (Trieste, n. 1921 - Milano, † 1953)
- Giovanni Nesti, cestista e allenatore di pallacanestro italiano (Cascina, n. 1922 - Torino, † 2011)
- Giovanni Pini, cestista italiano (Carpi, n. 1992)
- Giovanni Pistollato, ex cestista italiano (Venezia, n. 1953)
- Gianni Recupido, ex cestista e allenatore di pallacanestro italiano (Ragusa, n. 1970)
- Giovanni Rugolo, ex cestista italiano (Reggio Calabria, n. 1981)
- Giovanni Savio, ex cestista italiano (Thiene, n. 1968)
- Giovanni Setti, ex cestista e dirigente sportivo italiano (Parma, n. 1969)
- Giovanni Severini, cestista italiano (Macerata, n. 1993)
- Giovanni Spataro, ex cestista italiano (Ragusa, n. 1966)
- Giovanni Tomassini, cestista italiano (Cattolica, n. 1988)
- Giovanni Veronesi, cestista italiano (Brescia, n. 1998)
- Giovanni Vildera, cestista italiano (Montebelluna, n. 1995)

## Chimici(12)
- Giovanni Aragona, chimico e biologo italiano (Cosenza, n. 1909 - Messina, † 1957)
- Giovanni Battista Bonino, chimico italiano (Genova, n. 1899 - Genova, † 1985)
- Giovanni Desperati, chimico e falsario italiano (Pistoia, n. 1884 - Aix-les-Bains, † 1957)
- Giovanni Antonio Giobert, chimico italiano (Mongardino, n. 1761 - Torino, † 1834)
- Guglielmo Korner, chimico tedesco (Kassel, n. 1839 - Milano, † 1925)
- Giovanni Malfitano, chimico, microbiologo e filosofo italiano (Siracusa, n. 1872 - Parigi, † 1941)
- Giovanni Battista Marini Bettolo Marconi, chimico italiano (Roma, n. 1915 - Roma, † 1996)
- Giovanni Morbelli, chimico e inventore italiano (Casale Monferrato, n. 1874 - Casale Monferrato, † 1947)
- Giovanni Morselli, chimico, farmacista e dirigente d'azienda italiano (Concordia di Modena, n. 1875 - Milano, † 1958)
- Giovanni Battista Schiapparelli, chimico e farmacista italiano (Occhieppo Inferiore, n. 1795 - Gassino Torinese, † 1863)
- Giovanni Semerano, chimico italiano (Palmi, n. 1907 - Padova, † 2003)
- Giovanni Francesco Vigani, chimico italiano (Verona, n. 1650 - Newark-on-Trent, † 1712)

## Chirurghi(7)
- Giovanni Andrea Dalla Croce, chirurgo, medico e anatomista italiano (Venezia, n. 1515 - Venezia, † 1575)
- Giovanni Antonio Galli, chirurgo italiano (Bologna, n. 1708 - Bologna, † 1782)
- Giovanni Inzani, chirurgo italiano (Parma, n. 1827 - Sant'Ilario d'Enza, † 1902)
- Giovanni Battista Monteggia, chirurgo italiano (Laveno, n. 1762 - Milano, † 1815)
- Giovanni Ninni, chirurgo italiano (Venosa, n. 1861 - Napoli, † 1922)
- Giovanni Nistri, chirurgo italiano (n. 1815 - Pisa, † 1884)
- Giovanni Guglielmo Riva, chirurgo e anatomista italiano (Asti, n. 1627 - Roma, † 1677)

## Chitarristi(4)
- Giovanni Baglioni, chitarrista italiano (Roma, n. 1982)
- Giovanni Paolo Foscarini, chitarrista, liutista e compositore italiano († 1649)
- Giovanni Monteforte, chitarrista e compositore italiano (Reggio Emilia, n. 1950)
- Giovanni Unterberger, chitarrista e compositore italiano (Bagno a Ripoli, n. 1949)

## Ciclisti su strada(49)
- Giovanni Aleotti, ciclista su strada italiano (Mirandola, n. 1999)
- Giovanni Bassi, ciclista su strada italiano (Milano, n. 1894 - Mondovì, † 1942)
- Giovanni Battaglin, ex ciclista su strada italiano (Marostica, n. 1951)
- Giovanni Bernaudeau, ex ciclista su strada francese (Fontenay-le-Comte, n. 1983)
- Giovanni Bettinelli, ciclista su strada e ciclocrossista italiano (Cavarzere, n. 1935 - Cusano Milanino, † 2000)
- Giovanni Bisio, ciclista su strada italiano (Borgo Vercelli, n. 1913 - Vercelli, † 1954)
- Giovanni Bramucci, ciclista su strada italiano (Civitavecchia, n. 1946 - Civitavecchia, † 2019)
- Giovanni Brotto, ciclista su strada italiano (Cassola, n. 1917 - † 2012)
- Giovanni Brunero, ciclista su strada italiano (San Maurizio Canavese, n. 1895 - Cirié, † 1934)
- Giovanni Carboni, ciclista su strada italiano (Fano, n. 1995)
- Giovanni Cavalcanti, ex ciclista su strada italiano (Sant'Agata sul Santerno, n. 1943)
- Giovanni Cazzulani, ciclista su strada italiano (Pandino, n. 1909 - Milano, † 1983)
- Giovanni Cervi, ciclista su strada italiano (Ferrara, n. 1886 - Ferrara, † 1977)
- Giovanni Cocchi, ciclista su strada italiano (Milano, n. 1888)
- Giovanni Corrieri, ciclista su strada italiano (Messina, n. 1920 - Prato, † 2017)
- Giovanni Cuniolo, ciclista su strada italiano (Tortona, n. 1884 - Tortona, † 1955)
- Giovanni Da Montelatico, ciclista su strada italiano (n. 1873)
- Giovanni De Stefanis, ciclista su strada italiano (Castellinaldo, n. 1915 - Agliano Terme, † 2006)
- Gianni Ferlenghi, ciclista su strada italiano (Stagno Lombardo, n. 1931 - Sospiro, † 2023)
- Giovanni Firpo, ciclista su strada italiano (Serravalle Scrivia, n. 1909 - Tortona, † 1994)
- Giovanni Gerbi, ciclista su strada italiano (Asti, n. 1885 - Asti, † 1954)
- Giovanni Gotti, ciclista su strada italiano (Sedrina, n. 1912 - Bergamo, † 1988)
- Giovanni Knapp, ciclista su strada italiano (Belluno, n. 1943 - Belluno, † 2021)
- Giovanni Lombardi, ex ciclista su strada e pistard italiano (Pavia, n. 1969)
- Giovanni Lonardi, ciclista su strada italiano (Verona, n. 1996)
- Giovanni Mantovani, ex ciclista su strada e pistard italiano (Gudo Visconti, n. 1955)
- Giovanni Marchese, ciclista su strada italiano (Verolengo, n. 1889 - Torino, † 1954)
- Giovanni Meazzo, ciclista su strada italiano (Alessandria, n. 1928 - Alessandria, † 2021)
- Giovanni Micheletto, ciclista su strada italiano (Sacile, n. 1889 - Sacile, † 1958)
- Giovanni Moro, ciclista su strada italiano (Milano)
- Giovanni Moro, ex ciclista su strada italiano (Codognè, n. 1958)
- Giovanni Pettinati, ciclista su strada italiano (Cartosio, n. 1926 - Cartosio, † 1994)
- Giannino Piccolroaz, ciclista su strada italiano (Rovereto, n. 1915 - Rovereto, † 2003)
- Giovanni Pinarello, ciclista su strada e imprenditore italiano (Catena, n. 1922 - Treviso, † 2014)
- Giovanni Pizzarelli, ciclista su strada italiano (n. 1902 - † 1963)
- Riccardo Proserpio, ciclista su strada italiano (Mariano Comense, n. 1906 - Mariano Comense, † 1963)
- Giovanni Renosto, ex ciclista su strada e pistard italiano (Treviso, n. 1960)
- Giovanni Roma, ciclista su strada italiano (Tezze di Vazzola, n. 1928 - Oderzo, † 2007)
- Giovanni Roncon, ciclista su strada italiano (San Vito di Leguzzano, n. 1893 - Schio, † 1963)
- Giovanni Rossignoli, ciclista su strada italiano (Borgo Ticino di Pavia, n. 1882 - Pavia, † 1954)
- Giovanni Strazzer, ex ciclista su strada italiano (Zevio, n. 1965)
- Giovanni Testolin, ex ciclista su strada italiano (Castelbelforte, n. 1957)
- Giovanni Tonoli, ciclista su strada italiano (Melzo, n. 1947 - Curno, † 1993)
- Giovanni Tragella, ciclista su strada e dirigente sportivo italiano (Milano, n. 1896 - Milano, † 1955)
- Giovanni Trentarossi, ciclista su strada italiano (Gorla, n. 1899 - Milano, † 1977)
- Giovanni Valetti, ciclista su strada italiano (Vinovo, n. 1913 - Avigliana, † 1998)
- Giovanni Verucchi, ex ciclista su strada italiano (Montese, n. 1936)
- Giovanni Visconti, ex ciclista su strada italiano (Torino, n. 1983)
- Battista Visconti, ciclista su strada italiano (Orino, n. 1905 - Verbania, † 1982)

## Circensi(1)
- Giovanni Palmiri, circense italiano (Ponte San Pietro, n. 1904 - Mestre, † 1949)

## Collezionisti d'arte(4)
- Giovanni Carlo Doria, collezionista d'arte italiano (Genova, n. 1576 - † 1625)
- Giovanni Masciaga, collezionista d'arte e filantropo italiano (Monza, n. 1807 - Monza, † 1879)
- Gianni Mattioli, collezionista d'arte italiano (Milano, n. 1903 - Milano, † 1977)
- Giovanni Giorgio di Sassonia, collezionista d'arte tedesco (Dresda, n. 1869 - Altshausen, † 1938)

## Comici(3)
- Giovanni Cacioppo, comico, cabarettista e attore italiano (Gela, n. 1965)
- Giovanni Storti, comico, attore e sceneggiatore italiano (Milano, n. 1957)
- Giovanni Vernia, comico, attore e conduttore radiofonico italiano (Genova, n. 1973)

## Compositori di scacchi(1)
- Giovanni Battista Valle, compositore di scacchi e pittore italiano (La Spezia, n. 1843 - La Spezia, † 1905)

## Condottieri(47)
- Giannetto d'Acquasparta, condottiero italiano (Acquasparta - L'Aquila, † 1424)
- Giovanni Francesco Acquaviva d'Aragona, condottiero italiano (Atri, n. 1483 - Parigi, † 1527)
- Giovanni Anguissola, condottiero italiano (Piacenza, n. 1514 - Como, † 1578)
- Giovanni Sforza, condottiero italiano (Cotignola, n. 1407 - Pavia, † 1451)
- Giovanni da Barbiano, condottiero italiano (Barbiano - Bologna, † 1399)
- Conte Borella, condottiero, militare e politico italiano (Milano - Milano, † 1498)
- Giovanni Bracalone de Carlonibus, condottiero italiano (Genazzano - Genazzano, † 1525)
- Giovanni Capoccio, condottiero italiano (Tagliacozzo - Roma)
- Giovanni di Capua, condottiero italiano (Seminara, † 1495)
- Giovanni Carafa, condottiero italiano (Napoli - Roma, † 1561)
- Giovanni da Cascina della Rosta, condottiero italiano
- Giambattista Castaldo, condottiero e nobile italiano (Nocera de' Pagani - Milano, † 1563)
- Giovanni Castriota Granai, condottiero e vescovo cattolico albanese (Mesagne, † 1514)
- Giovanni Antonio Delli Falconi, condottiero italiano (Pulsano - Otranto, † 1480)
- Giovanni III di Grailly, condottiero francese (n. 1330 - Parigi, † 1376)
- Giovanni Paolo I Sforza, condottiero italiano (Milano, n. 1497 - Napoli, † 1535)
- Giovanni di Giscala, condottiero ebreo antico (Giscala - Roma)
- Giovanni Castriota, condottiero albanese (Distretto di Mat)
- Giovanni Gonzaga, condottiero italiano (Mantova, n. 1474 - Mantova, † 1525)
- Giovanni Hunyadi, condottiero e politico ungherese (Cluj-Napoca - Zemun, † 1456)
- Giovanni Battista Lodron, condottiero italiano (n. 1480 - Casale Monferrato, † 1555)
- Giovanni II Malatesta, condottiero italiano († 1299)
- Giovanni III Malatesta, condottiero italiano († 1375)
- Giovanni V Malatesta, condottiero italiano (Mantova, † 1432)
- Giovanni Malatesta di Sigismondo Pandolfo, condottiero italiano
- Giovanni Manfredi, condottiero italiano (Imola, n. 1324 - Pistoia, † 1373)
- Fra Moriale, condottiero francese (Narbona, n. 1303 - Roma, † 1354)
- Giovanni Mostarda, condottiero italiano († 1445)
- Giovanni Ordelaffi, condottiero italiano (Forlì - Forlì, † 1399)
- Giovanni Ordelaffi, di Francesco II, condottiero italiano (Forlì)
- Gianfrancesco I Pico, condottiero e nobile italiano (Mirandola - Mirandola, † 1467)
- Giovanni I Pico, condottiero e nobile italiano (Mirandola, † 1451)
- Giovanni Pipino di Altamura, condottiero italiano (Altamura, † 1357)
- Giovanni Prefoglio, condottiero (Ragusa - Ragusa)
- Giovanni de' Rossi, condottiero italiano (San Secondo Parmense, n. 1431 - San Secondo Parmense, † 1502)
- Giovanni Sforza, condottiero italiano (n. 1466 - † 1510)
- Giovanni Maria Vitelleschi, condottiero e cardinale italiano (Corneto - Roma, † 1440)
- Giovanni da Buscareto, condottiero italiano
- Giovanni da Casale, condottiero italiana
- Giovanni Battista da Montesecco, condottiero italiano (Serra de' Conti - Firenze, † 1478)
- Giovanni II da Varano, condottiero e politico italiano (Camerino, † 1433)
- Giovanni I da Varano, condottiero e politico italiano (Camerino, † 1385)
- Giovanni d'Azzo degli Ubaldini, condottiero italiano (Siena, † 1390)
- Giovanni della Noce, condottiero italiano (Crema - Cremona, † 1452)
- Giovanni della Rovere, condottiero e politico italiano (Savona, n. 1457 - Roma, † 1501)
- Giovanni II d'Alençon, condottiero francese (Argentan, n. 1409 - Parigi, † 1476)
- Giovanni di Vico, condottiero italiano († 1366)

## Conduttori televisivi(1)
- Giovanni Muciaccia, conduttore televisivo, attore teatrale e artista italiano (Foggia, n. 1969)

## Contrabbassisti(1)
- Giovanni Bottesini, contrabbassista, compositore e direttore d'orchestra italiano (Crema, n. 1821 - Parma, † 1889)

## Coreografi(1)
- Giovanni Galzerani, coreografo, ballerino e compositore italiano (Porto Longone, n. 1780 - Milano, † 1865)

## Cornisti(1)
- Giovanni Punto, cornista e compositore ceco (Žehušice, n. 1746 - Praga, † 1803)

## Criminali(3)
- Giovanni Corbeddu Salis, criminale italiano (Oliena, n. 1844 - Orgosolo, † 1898)
- Giovanni Farina, criminale, poeta e scrittore italiano (Tempio Pausania, n. 1950)
- Gianni Guido, criminale italiano (Roma, n. 1956)

## Criminologi(1)
- Giovanni Gasti, criminologo e poliziotto italiano (Castellazzo Bormida, n. 1869 - Roma, † 1939)

## Critici cinematografici(2)
- Giovanni Buttafava, critico cinematografico, saggista e traduttore italiano (Milano, n. 1939 - Roma, † 1990)
- Giovanni Grazzini, critico cinematografico italiano (Firenze, n. 1925 - Roma, † 2001)

## Critici d'arte(2)
- Giovanni Maria Accame, critico d'arte, storico dell'arte e docente italiano (Bologna, n. 1941 - † 2011)
- Giovanni Carandente, critico d'arte e collezionista d'arte italiano (Napoli, n. 1920 - Roma, † 2009)

## Critici letterari(3)
- Giovanni Getto, critico letterario italiano (Ivrea, n. 1913 - Bruino, † 2002)
- Gianni Scalia, critico letterario italiano (Padova, n. 1928 - Bologna, † 2016)
- Giovanni Antonio Volpi, critico letterario, editore e poeta italiano (Padova, n. 1686 - Padova, † 1766)

## Critici teatrali(2)
- Giovanni Calendoli, critico teatrale, saggista e politico italiano (Torino, n. 1912 - Roma, † 1995)
- Giovanni Pozza, critico teatrale, critico musicale e giornalista italiano (Schio, n. 1852 - Milano, † 1914)

## Crittografi(1)
- Giovanni Soro, crittologo italiano (Venezia - † 1544)

## Cuochi(3)
- Giovanni Castellano, cuoco e pasticciere italiano (Melfi, n. 1873 - New York, † 1952)
- Giovanni Rosselli, cuoco e scrittore francese
- Giovanni Vialardi, cuoco italiano (Salussola, n. 1804 - Brusasco, † 1872)

## Danzatori(2)
- Giovanni Gallini, ballerino, coreografo e produttore teatrale italiano (Firenze, n. 1728 - Londra, † 1805)
- Giovanni Lepri, ballerino e coreografo italiano

## Decoratori(1)
- Giovanni Caselli, decoratore italiano (Ferriere, n. 1698 - † 1752)

## Designer(2)
- Giovanni Anceschi, designer italiano (Milano, n. 1939)
- Giovanni Sacchi, designer e progettista italiano (Sesto San Giovanni, n. 1913 - Sesto San Giovanni, † 2005)

## Diplomatici(16)
- Giovanni Battista Beverini, diplomatico e politico italiano (La Spezia, n. 1872 - Roma, † 1944)
- Giovanni Branchi, diplomatico italiano (San Miniato, n. 1846 - Firenze, † 1936)
- Giovanni Francesco Buonamici, diplomatico italiano (Prato, n. 1592 - Prato, † 1669)
- Giovanni Teodoro Callimachi, diplomatico ottomano (Câmpulung Moldovenesc - Costantinopoli, † 1780)
- Giovanni Castellaneta, diplomatico italiano (Gravina in Puglia, n. 1942)
- Giovanni D'Orlandi, diplomatico italiano (Alessandria d'Egitto, n. 1917 - Atene, † 1973)
- Giovanni da Venezia, diplomatico e scrittore italiano
- Giovanni Battista Guarnaschelli, diplomatico italiano (Palermo, n. 1892)
- Giovanni Guler von Weineck, diplomatico, storico e cartografo svizzero (Davos, n. 1562 - Coira, † 1637)
- Giovanni Cesare Majoni, diplomatico e politico italiano (Borgomanero, n. 1876 - Roma, † 1969)
- Giovanni Antonio Migliorati, diplomatico e politico italiano (Genova, n. 1825 - Firenze, † 1898)
- Giovanni Migliuolo, diplomatico italiano (Napoli, n. 1927 - New York, † 1989)
- Giovanni di Persia, diplomatico, scrittore e nobile persiano (Persia, n. 1560 - Madrid, † 1604)
- Giovanni Maria Petrucci, diplomatico italiano (Siena - † 1582)
- Giovanni Battista Ramusio, diplomatico, geografo e umanista italiano (Treviso, n. 1485 - Padova, † 1557)
- Giovanni Maria Visconti Venosta, diplomatico, politico e nobile italiano (Milano, n. 1887 - Berna, † 1947)

## Direttori d'orchestra(3)
- Giovanni Pennacchio, direttore d'orchestra e compositore italiano (Napoli, n. 1878 - Messina, † 1978)
- Giovanni Battista Rigon, direttore d'orchestra e pianista italiano (Vicenza, n. 1963)
- Giovanni Gaetano Rossi, direttore d'orchestra e compositore italiano (Borgo San Donnino, n. 1828 - Genova, † 1886)

## Direttori della fotografia(4)
- Giovanni Cavallini, direttore della fotografia italiano (Piombino, n. 1960)
- Gianni Mammolotti, direttore della fotografia italiano (Siena, n. 1950)
- Giovanni Tomatis, direttore della fotografia italiano (Piozzo, n. 1871 - Dogliani, † 1959)
- Giovanni Vitrotti, direttore della fotografia e regista cinematografico italiano (Torino, n. 1882 - Roma, † 1966)

## Direttori di banda(1)
- Giovanni Ligasacchi, direttore di banda italiano (Preseglie, n. 1920 - Brescia, † 2005)

## Direttori di coro(1)
- Giovanni Acciai, direttore di coro italiano (Albisola Superiore, n. 1946)

## Dirigenti d'azienda(13)
- Giovanni Floriano Banelli, dirigente d'azienda e politico italiano (Trieste, n. 1881 - Genova, † 1956)
- Giovanni Castellucci, ex dirigente d'azienda italiano (Senigallia, n. 1959)
- Giovanni Cobolli Gigli, dirigente d'azienda italiano (Albese con Cassano, n. 1945)
- Giovanni Consorte, dirigente d'azienda italiano (Chieti, n. 1948)
- Giovanni Enriques, dirigente d'azienda e editore italiano (Bologna, n. 1905 - Milano, † 1990)
- Giovanni d'Orléans, dirigente d'azienda francese (Parigi, n. 1965)
- Giovanni Gorno Tempini, dirigente d'azienda italiano (Brescia, n. 1962)
- Giovanni Ialongo, dirigente d'azienda italiano (Pico, n. 1944)
- Giovanni Liverani, manager italiano (Udine, n. 1964)
- Giovanni Lombardo, dirigente d'azienda italiano (Palermo, n. 1915 - Torino, † 2018)
- Gianfranco Miccichè, dirigente d'azienda e politico italiano (Palermo, n. 1954)
- Giovanni Perissinotto, dirigente d'azienda italiano (Conselice, n. 1953)
- Giovanni Tantillo, dirigente d'azienda italiano (Roma, n. 1937 - Roma, † 2005)

## Dirigenti pubblici(1)
- Giovanni de Rubertis, dirigente pubblico, traduttore e poeta italiano (Acquaviva Collecroce, n. 1813 - Acquaviva Collecroce, † 1889)

## Dirigenti sportivi(22)
- Giovanni Caterino, dirigente sportivo e ex calciatore italiano (Milano, n. 1972)
- Gian Chiarion Casoni, dirigente sportivo italiano (Venezia, n. 1932 - Roma, † 2007)
- Giovanni Dibona, dirigente sportivo e ex sciatore alpino italiano (Cortina d'Ampezzo, n. 1944)
- Giovanni Fidanza, dirigente sportivo e ex ciclista su strada italiano (Bergamo, n. 1965)
- Giovanni Galli, dirigente sportivo, ex calciatore e politico italiano (Pisa, n. 1958)
- Giovanni Gardini, dirigente sportivo italiano (Londra, n. 1964)
- Gianni Infantino, dirigente sportivo e avvocato italiano (Briga, n. 1970)
- Giovanni Invernizzi, dirigente sportivo, allenatore di calcio e ex calciatore italiano (Como, n. 1963)
- Giovanni Loseto, dirigente sportivo, allenatore di calcio e ex calciatore italiano (Bari, n. 1963)
- Giovanni Lovato, dirigente sportivo italiano (Padova, n. 1914 - Padova, † 1990)
- Giovanni Mauro, dirigente sportivo e arbitro di calcio italiano (Domodossola, n. 1888 - Milano, † 1958)
- Giovanni Mazzonis, dirigente sportivo e calciatore italiano (Torino, n. 1888 - Torino, † 1969)
- Giovanni Mei, dirigente sportivo, allenatore di calcio e ex calciatore italiano (Fano, n. 1953)
- Giovanni Mingatti, dirigente sportivo italiano (Padova, n. 1882 - Padova, † 1975)
- Giovanni Paramithiotti, dirigente sportivo italiano (Venezia - Milano, † 1943)
- Giovanni Peragallo, dirigente sportivo italiano
- Gianni Petrucci, dirigente sportivo italiano (Roma, n. 1945)
- Giovanni Rossi, dirigente sportivo e ex calciatore italiano (Massa, n. 1966)
- Giovanni Sartori, dirigente sportivo, allenatore di calcio e ex calciatore italiano (Lodi, n. 1957)
- Gianni Savio, dirigente sportivo italiano (Torino, n. 1948 - Torino, † 2024)
- Gianni Seghedoni, dirigente sportivo, allenatore di calcio e calciatore italiano (Modena, n. 1932 - Castelnuovo Rangone, † 2016)
- Giovanni Tedesco, dirigente sportivo, allenatore di calcio e ex calciatore italiano (Palermo, n. 1972)

## Discoboli(1)
- Giovanni Faloci, discobolo italiano (Umbertide, n. 1985)

## Disegnatori(4)
- Giovanni Giordano Lanza, disegnatore e pittore italiano (Napoli, n. 1827 - Napoli, † 1898)
- Giovanni Grevembroch, disegnatore italiano (Venezia, n. 1731 - Venezia, † 1807)
- Giovanni Manca, disegnatore, scenografo e fumettista italiano (Cagliari, n. 1889 - Bergamo, † 1984)
- Giovanni Vacchetta, disegnatore italiano (Cuneo, n. 1863 - Fossano, † 1940)

## Dogi(33)
- Giovanni Battista Ayroli, doge (Genova, n. 1731 - Genova, † 1808)
- Giovanni Bembo, doge (Venezia, n. 1543 - Venezia, † 1618)
- Giovanni Francesco Brignole Sale, doge (Genova, n. 1582 - Genova, † 1637)
- Giovanni Battista Cambiaso, doge (Genova, n. 1711 - Genova, † 1772)
- Giovanni Battista Cattaneo Della Volta, doge (Genova, n. 1638 - Genova, † 1721)
- Giovanni Battista Centurione, doge (Genova, n. 1603 - Genova, † 1692)
- Giovanni Luca Chiavari, doge (Genova - Genova, † 1657)
- Giovanni Battista Cicala Zoagli, doge (Genova, n. 1485 - Genova, † 1566)
- Giovanni I Corner, doge (Venezia, n. 1551 - Venezia, † 1629)
- Giovanni II Corner, doge (Venezia, n. 1647 - Venezia, † 1722)
- Giovanni Battista De Fornari, doge (Genova, n. 1484 - Anversa)
- Giovanni Agostino De Marini, doge (Genova, n. 1572 - Genova, † 1642)
- Giovanni Battista Doria, doge (Genova, n. 1470 - Genova, † 1554)
- Giovanni Stefano Doria, doge (Genova, n. 1578 - Genova, † 1643)
- Giovanni Battista Durazzo, doge (Genova, n. 1565 - Genova, † 1642)
- Giovanni Galbaio, doge
- Giovanni Battista Gentile Pignolo, doge (Genova, n. 1525 - Genova, † 1595)
- Giovanni da Murta, doge (Murta - Genova, † 1350)
- Giovanni Agostino Giustiniani Campi, doge (Genova, n. 1538 - Genova, † 1613)
- Giovanni Antonio Giustiniani, doge (Madrid, n. 1676 - Genova, † 1735)
- Giovanni Gradenigo, doge (Venezia - Venezia, † 1356)
- Giovanni Battista Grimaldi, doge (Genova, n. 1673 - Genova, † 1757)
- Giovanni Giacomo Grimaldi, doge (Genova, n. 1705 - Padova, † 1777)
- Giovanni Giacomo Imperiale Tartaro, doge (Genova, n. 1554 - Genova, † 1622)
- Giovanni Battista Lercari, doge (Genova, n. 1507 - Genova, † 1592)
- Giovanni Battista Lercari, doge (Genova, n. 1576 - Genova, † 1657)
- Giovanni Battista Lomellini, doge (Genova, n. 1594 - Genova, † 1674)
- Giovanni Mocenigo, doge (Venezia, n. 1409 - Venezia, † 1485)
- Giovanni Battista Negrone, doge (Genova, n. 1714 - Genova, † 1771)
- Giovanni I Partecipazio, doge (Grado, † 836)
- Giovanni II Partecipazio, doge († 887)
- Giovanni Pesaro, doge (Venezia, n. 1589 - Venezia, † 1659)
- Giovanni da Valente, doge (Genova, n. 1280 - Genova, † 1360)

## Doppiatori(2)
- Gianni Gaude, doppiatore, direttore del doppiaggio e dialoghista italiano (Santena, n. 1956)
- Gianni Giuliano, doppiatore, direttore del doppiaggio e attore italiano (Savona, n. 1948)

## Drammaturghi(7)
- Giovanni Maria Cecchi, commediografo, scrittore e notaio italiano (Firenze, n. 1518 - San Martino a Gangalandi, † 1587)
- Giovanni Carlo Cosenza, drammaturgo italiano (Napoli, n. 1765 - Napoli, † 1851)
- Giovanni Giraud, drammaturgo, poeta e banchiere italiano (Roma, n. 1776 - Napoli, † 1834)
- Giovanni Greppi, commediografo, attore teatrale e librettista italiano (Bologna, n. 1751 - Milano, † 1827)
- Giovanni Battista Niccolini, drammaturgo italiano (San Giuliano Terme, n. 1782 - Firenze, † 1861)
- Giovanni Battista Pianelli, commediografo italiano (Roma - Roma)
- Giovanni Villifranchi, drammaturgo e poeta italiano (Volterra - † 1614)

## Ebraisti(1)
- Giovanni Giuda Giona Battista, ebraista e diplomatico italiano (Safad, n. 1588 - Roma, † 1668)

## Economisti(13)
- Giovanni Arrighi, economista e sociologo italiano (Milano, n. 1937 - Baltimora, † 2009)
- Giovanni Carano Donvito, economista italiano (Gioia del Colle, n. 1873 - Gioia del Colle, † 1949)
- Giovanni Caravale, economista italiano (Roma, n. 1935 - Roma, † 1997)
- Giovanni D'Andrea, economista e politico italiano (Napoli, n. 1776 - Napoli, † 1841)
- Giovanni Demaria, economista italiano (Torino, n. 1899 - Milano, † 1998)
- Giovanni Giacomo Lando, economista italiano (Genova)
- Giovanni Lorenzoni, economista e sociologo italiano (Fondo, n. 1873 - Firenze, † 1944)
- Giovanni Navarru, economista italiano (Ozieri, n. 1920 - Sassari, † 2014)
- Giovanni Francesco Pagnini, economista e storico italiano (Volterra, n. 1714 - Firenze, † 1789)
- Giovanni Domenico Peri, economista italiano (Genova, n. 1590 - † 1666)
- Giovanni Tria, economista e politico italiano (Roma, n. 1948)
- Giambattista Vasco, economista, teologo e abate italiano (Mondovì, n. 1733 - Rocchetta Tanaro, † 1796)
- Giovanni Giuseppe Zandano, economista italiano (Torino, n. 1934 - Torino, † 2022)

## Editori musicali(1)
- Giovanni Ricordi, editore musicale italiano (Milano, n. 1785 - Milano, † 1853)

## Egittologi(1)
- Giovanni Kminek-Szedlo, egittologo ceco (Praga, n. 1828 - Bologna, † 1896)

## Ematologi(1)
- Giovanni Di Guglielmo, ematologo e patologo italiano (San Paolo, n. 1886 - Roma, † 1961)

## Enigmisti(1)
- Giovanni Chiocca, enigmista italiano (Gello, n. 1911 - Pisa, † 1960)

## Esoteristi(1)
- Giovanni Tritemio, esoterista, storico e scrittore tedesco (Trittenheim, n. 1462 - Würzburg, † 1516)

## Esploratori(7)
- Giovanni Ajmone Cat, esploratore italiano (Roma, n. 1934 - Como, † 2007)
- Giovanni Battista Belzoni, esploratore e ingegnere italiano (Padova, n. 1778 - Gwato, † 1823)
- Giovanni Battista Caviglia, esploratore e navigatore italiano (Genova, n. 1770 - Parigi, † 1845)
- Giovanni Battista Cerruti, esploratore italiano (Varazze, n. 1850 - Penang, † 1914)
- Giovanni Chiarini, esploratore italiano (Chieti, n. 1849 - Ghera, † 1879)
- Giovanni Miani, esploratore italiano (Rovigo, n. 1810 - Tangasi, † 1872)
- Giovanni da Verrazzano, esploratore e navigatore italiano (Greve in Chianti - Isole Abaco)

## Etnologi(1)
- Giovanni Ellero, etnologo italiano (Tricesimo, n. 1910 - Oceano Indiano, † 1942)

## Fantini(7)
- Giovanni Atzeni, fantino italiano (Nagold, n. 1985)
- Giovanni Battista Bianciardi, fantino italiano (Siena, n. 1745 - Siena, † 1810)
- Giovanni Brandani, fantino italiano (Taverne d'Arbia, n. 1813 - Grosseto, † 1839)
- Giovanni Buoni, fantino italiano (Siena, n. 1802)
- Giovanni Cappannini, fantino italiano (Siena, n. 1703)
- Antonello Casula, fantino italiano (Oschiri, n. 1957)
- Giovanni Rossi, fantino italiano (Bagnaia, n. 1724)

## Farmacisti(1)
- Giovanni Battista Zampironi, farmacista, chimico e inventore italiano (Venezia, n. 1836 - Orgnano, † 1906)

## Filantropi(1)
- Giovanni Martinez, filantropo italiano (Genova, n. 1793 - Genova, † 1876)

## Filatelisti(1)
- Giovanni Leopoldo di Sassonia-Coburgo-Gotha, filatelista tedesco (Coburgo, n. 1906 - Grein, † 1972)

## Filologi(13)
- Giovanni Maria Barbieri, filologo italiano (Modena, n. 1519 - Modena, † 1574)
- Giovanni Bembo, filologo italiano (Venezia, n. 1473 - Venezia, † 1545)
- Giovanni Gaetano Bottari, filologo, lessicografo e archeologo italiano (Firenze, n. 1689 - Roma, † 1775)
- Giovanni Canna, filologo classico, umanista e poeta italiano (Casale Monferrato, n. 1832 - Casale Monferrato, † 1915)
- Giovanni Cerri, filologo classico, grecista e traduttore italiano (Roma, n. 1940 - Roma, † 2021)
- Egnazio, filologo italiano (Venezia, n. 1478 - Venezia, † 1553)
- Giovanni Battista Gallicciolli, filologo, ebraista e storico italiano (Venezia, n. 1733 - Venezia, † 1806)
- Giovanni Galvani, filologo, linguista e bibliotecario italiano (Modena, n. 1806 - Modena, † 1873)
- Giovanni Vincenzo Lucchesini, filologo, storico e traduttore italiano (Lucca, n. 1660 - Roma, † 1744)
- Giovanni Mestica, filologo e politico italiano (Apiro, n. 1831 - Roma, † 1903)
- Giovanni Sambuco, filologo, storico e medico ungherese (Trnava, n. 1531 - Vienna, † 1584)
- Giovanni Tesio, filologo e critico letterario italiano (Piossasco, n. 1946)
- Giovanni Tzetzes, filologo, insegnante e funzionario bizantino

## Filosofi(36)
- Giovanni Romano Bacchin, filosofo italiano (Belluno, n. 1929 - Rimini, † 1995)
- Giovanni Emanuele Barié, filosofo italiano (Milano, n. 1894 - Milano, † 1956)
- Giovanni Benedetto, filosofo italiano (Crema)
- Giovanni Boniolo, filosofo e cestista italiano (Padova, n. 1956)
- Giovanni Bottiroli, filosofo italiano (Novi Ligure, n. 1951)
- Giovanni Bovio, filosofo e politico italiano (Trani, n. 1837 - Napoli, † 1903)
- Giovanni Buridano, filosofo e logico francese († 1361)
- Giovanni da Casale, filosofo e teologo italiano (Casale Monferrato)
- Giovanni Colazza, filosofo e esoterista italiano (Roma, n. 1877 - † 1953)
- Giovanni Cosi, filosofo e giurista italiano (Firenze, n. 1951)
- Giovanni Crocioni, filosofo, filologo e pedagogista italiano (Arcevia, n. 1870 - Reggio Emilia, † 1954)
- Giovanni Gualberto De Soria, filosofo italiano (n. 1707 - Sant'Andrea a Lama, † 1767)
- Giovanni Battista Della Porta, filosofo, alchimista e commediografo italiano (Vico Equense, n. 1535 - Napoli, † 1615)
- Duns Scoto, filosofo e teologo scozzese (Duns - Colonia, † 1308)
- Giovanni Ferretti, filosofo, storico della filosofia e teologo italiano (Brusasco, n. 1933)
- Giovanni Fornero, filosofo e saggista italiano (Vigone, n. 1950)
- Giovanni Gentile, filosofo, pedagogista e politico italiano (Castelvetrano, n. 1875 - Firenze, † 1944)
- Giovanni Filopono, filosofo, teologo e scienziato bizantino (Alessandria d'Egitto - † 570)
- Giovanni da Ripa, filosofo, teologo e religioso italiano (Ripatransone)
- Giovanni di Salisbury, filosofo, scrittore e vescovo inglese (Old Sarum - Chartres, † 1180)
- Giovanni di Parigi, filosofo e teologo francese (Parigi - Bordeaux, † 1306)
- Giovanni Giraldi, filosofo e filologo italiano (Ventimiglia, n. 1915 - Milano, † 2014)
- Giovanni Italo, filosofo e scrittore bizantino (Puglia - Costantinopoli)
- Giovanni di Jandun, filosofo, teologo e scrittore francese (Jandun, n. 1280 - † 1328)
- Giovanni Crisostomo Javèlli, filosofo e teologo italiano (San Giorgio Canavese - Piacenza)
- Giovanni Marchesini, filosofo e pedagogista italiano (Noventa Vicentina, n. 1868 - Padova, † 1931)
- Giovanni Marin, filosofo, giurista e ambasciatore italiano (Venezia)
- Battista Mondin, filosofo e teologo italiano (Monte di Malo, n. 1926 - Parma, † 2015)
- Giovanni Nesi, filosofo italiano (Firenze, n. 1456 - Firenze, † 1506)
- Giovanni Andrea de Nola, filosofo e medico italiano (Crotone - Crotone)
- Giammaria Ortes, filosofo, matematico e economista italiano (Venezia, n. 1713 - Venezia, † 1790)
- Giovanni Piana, filosofo e saggista italiano (Casale Monferrato, n. 1940 - Praia a Mare, † 2019)
- Giovanni Reale, filosofo, storico della filosofia e traduttore italiano (Candia Lomellina, n. 1931 - Luino, † 2014)
- Giovanni Andrea Tria, filosofo, teologo e arcivescovo cattolico italiano (Laterza, n. 1676 - Roma, † 1761)
- Giovanni Battista Tuveri, filosofo, scrittore e politico italiano (Collinas, n. 1815 - Collinas, † 1887)
- Giovanni de La Rochelle, filosofo francese (La Rochelle, n. 1200 - Parigi, † 1245)

## Fisarmonicisti(1)
- Giovanni Gagliardi, fisarmonicista e compositore italiano (Castelvetro Piacentino, n. 1882 - Castelvetro Piacentino, † 1964)

## Fisici(18)
- Giovanni Aldini, fisico e fisiologo italiano (Bologna, n. 1762 - Milano, † 1834)
- Giovanni Amelino-Camelia, fisico italiano (Napoli, n. 1965)
- Giovanni Battista Bachelet, fisico e politico italiano (Roma, n. 1955)
- Giovanni Battista Libero Badarò, fisico, botanico e giornalista italiano (Laigueglia, n. 1798 - San Paolo, † 1830)
- Giovanni Badino, fisico, speleologo e esploratore italiano (Savona, n. 1953 - Savona, † 2017)
- Giovanni Battista Beccaria, fisico, matematico e monaco cristiano italiano (Mondovì, n. 1716 - Torino, † 1781)
- Giovanni Bignami, fisico e divulgatore scientifico italiano (Desio, n. 1944 - Madrid, † 2017)
- Giovanni Boato, fisico italiano (Roma, n. 1924 - Tregnago, † 2009)
- Giovanni Alberto Colombo, fisico, astronomo e filosofo italiano (Venezia - Padova, † 1777)
- Giovanni Fiorentini, fisico italiano (Seravezza, n. 1948 - Ferrara, † 2022)
- Giovanni Francesco Fromond, fisico italiano (Cremona, n. 1739 - Cremona, † 1785)
- Giovanni Gallavotti, fisico e matematico italiano (Napoli, n. 1941)
- Giovanni Gentile, fisico italiano (Napoli, n. 1906 - Milano, † 1942)
- Giovanni Battista Guglielmini, fisico e religioso italiano (Bologna, n. 1760 - Bologna, † 1817)
- Giovanni Jona-Lasinio, fisico italiano (Firenze, n. 1932)
- Giovanni Alessandro Majocchi, fisico italiano (Codogno, n. 1795 - † 1854)
- Giovanni Polvani, fisico italiano (Spoleto, n. 1892 - Milano, † 1970)
- Giovanni Battista Venturi, fisico italiano (Bibbiano, n. 1746 - Reggio Emilia, † 1822)

## Fisiologi(1)
- Giovanni Paladino, fisiologo e politico italiano (Potenza, n. 1842 - Napoli, † 1917)

## Flautisti(2)
- Giovanni Antonini, flautista e direttore d'orchestra italiano (Milano, n. 1965)
- Giovanni Mareggini, flautista italiano (Castelnovo ne' Monti, n. 1961)

## Fondisti(4)
- Giovanni Delago, fondista italiano (Ortisei, n. 1903 - Merano, † 1987)
- Giovanni Kasebacher, fondista italiano (San Candido, n. 1910 - Bolzano, † 1987)
- Giovanni Testa, fondista e politico italiano (Bergün, n. 1903 - Sankt Moritz, † 1996)
- Giovanni Ticcò, fondista italiano (n. 2000)

## Fondisti di corsa in montagna‎(1)
- Giovanni Mostacchetti, fondista di corsa in montagna italiano (San Pellegrino Terme, n. 1947 - † 2006)

## Fotografi(10)
- Giovanni Caccamo, fotografo e regista televisivo italiano (Modica, n. 1966)
- Giovanni Chiaramonte, fotografo e fotoreporter italiano (Varese, n. 1948 - Milano, † 2023)
- Giovanni Crupi, fotografo italiano (Taormina, n. 1861 - Taormina, † 1925)
- Giovanni Ferraguti, fotografo e giornalista italiano (Parma, n. 1939)
- Giovanni Gargiolli, fotografo italiano (Fivizzano, n. 1838 - Roma, † 1913)
- Giovanni Gastel, fotografo, scrittore e poeta italiano (Milano, n. 1955 - Milano, † 2021)
- Giovanni Lunardi, fotografo italiano (Parma, n. 1937)
- Johnny Moncada, fotografo italiano (Roma, n. 1928 - Roma, † 2011)
- Giovanni Battista Unterveger, fotografo italiano (Trento, n. 1833 - Trento, † 1912)
- Giovanni Viafora, fotografo italiano (Cosenza, n. 1870 - New York, † 1930)

## Fotoreporter(1)
- Giovanni Bassanesi, fotoreporter, pacifista e antifascista italiano (Aosta, n. 1905 - Montelupo Fiorentino, † 1947)

## Francescani(21)
- Giovanni Apobolimeo, francescano tedesco (Kreuznach - Amberg, † 1539)
- Giovanni Battista Buonamente, francescano, compositore e violinista italiano (Mantova - Assisi, † 1642)
- Giovanni Battista Chiodini, francescano e scrittore italiano (Pollenza - † 1652)
- Giovanni da Castrovillari, francescano italiano (Castrovillari, n. 1480 - San Lucido, † 1530)
- Giovanni Antonio Delfini, francescano e teologo italiano (Pomponesco, n. 1506 - Bologna, † 1561)
- Giovanni della Verna, francescano e presbitero italiano (Fermo, n. 1259 - La Verna, † 1322)
- Giovanni Battista Fasolo, francescano, compositore e organista italiano (Asti - Palermo)
- Giovanni Ghizzolo, francescano, compositore e organista italiano (Brescia - Novara, † 1625)
- Giovanni di Rupescissa, francescano e alchimista francese (Marcolès - Avignone, † 1365)
- Giovanni da Morrovalle, francescano italiano (Morrovalle - Avignone)
- Giovanni de Baffa, francescano italiano (Calabria - Etiopia, † 1483)
- Giovanni da Norcia, francescano italiano (Norcia, n. 1400 - Foligno, † 1459)
- Giovanni da Perugia, francescano italiano (Perugia - Valencia, † 1231)
- Giovanni Battista Martini, francescano, compositore e teorico della musica italiano (Bologna, n. 1706 - Bologna, † 1784)
- Giovanni Antonio Muratori, francescano italiano (Cervia - Roma, † 1559)
- Giovanni Parenti, francescano italiano (Carmignano - Sardegna, † 1250)
- Giovanni Genesio Quaglia, francescano italiano (Parma - † 1386)
- Giovanni Righi, francescano italiano (Fabriano, n. 1469 - Cupramontana, † 1539)
- Giovanni Giacinto Sbaraglia, francescano e storico italiano (San Niccolò della Rotta, n. 1687 - Roma, † 1764)
- Giovanni Francesco Scottoni, francescano e agronomo italiano (Bassano del Grappa)
- Giovanni del Galles, francescano, filosofo e teologo gallese (Galles - Parigi, † 1285)

## Francesisti(3)
- Giovanni Bogliolo, francesista e traduttore italiano (Laigueglia, n. 1938 - Urbino, † 2019)
- Giovanni Dotoli, francesista e poeta italiano (Volturino, n. 1942)
- Giovanni Macchia, francesista, saggista e critico letterario italiano (Trani, n. 1912 - Roma, † 2001)

## Fumettisti(11)
- Gianluigi Bonelli, fumettista, scrittore e editore italiano (Milano, n. 1908 - Alessandria, † 2001)
- Giovanni Boselli Sforza, fumettista e illustratore italiano (Asmara, n. 1924 - Roma, † 2007)
- Giovanni Bruzzo, fumettista e illustratore italiano (Genova, n. 1961)
- Giovanni Crivello, fumettista italiano (Genova, n. 1950)
- Giovanni De Leo, fumettista e editore italiano (Siderno Marina)
- Giovanni Freghieri, fumettista italiano (Piacenza, n. 1950)
- Nino Pagot, fumettista, animatore e regista italiano (Venezia, n. 1908 - Milano, † 1972)
- Giovanni Romanini, fumettista italiano (Bologna, n. 1945 - Bologna, † 2020)
- Giovanni Scolari, fumettista e illustratore italiano (Seniga, n. 1882 - Milano, † 1956)
- Giovanni Sinchetto, fumettista italiano (Torino, n. 1922 - † 1991)
- Giovanni Ticci, fumettista italiano (Siena, n. 1940)

## Gastronomi(1)
- Giovanni Goria, gastronomo italiano (Asti, n. 1929 - Asti, † 2018)

## Geodeti(1)
- Giovanni Cicconetti, geodeta italiano (Poggio Mirteto, n. 1872 - Poggio Catino, † 1953)

## Geografi(7)
- Giovanni Lorenzo d'Anania, geografo e teologo italiano (Taverna, n. 1545 - Taverna, † 1609)
- Giovanni Anfossi, geografo italiano (Genova, n. 1876 - Genova, † 1918)
- Giovanni Battista Castiglioni, geografo italiano (Padova, n. 1931 - Padova, † 2018)
- Agostino Codazzi, geografo, cartografo e generale italiano (Lugo, n. 1793 - Espíritu Santo, † 1859)
- Giovanni Battista De Gasperi, geografo, geologo e speleologo italiano (Udine, n. 1892 - Altopiano di Folgaria, † 1916)
- Giovanni Marinelli, geografo e politico italiano (Udine, n. 1846 - Firenze, † 1900)
- Leone l'Africano, geografo e esploratore berbero (Granada, n. 1485)

## Geologi(9)
- Giovanni Agamennone, geologo e sismologo italiano (Rieti, n. 1858 - Roma, † 1949)
- Giovanni Arduino, geologo italiano (Caprino Veronese, n. 1714 - Venezia, † 1795)
- Giovanni Capellini, geologo e paleontologo italiano (La Spezia, n. 1833 - Bologna, † 1922)
- Giovanni Di Stefano, geologo e paleontologo italiano (Santa Ninfa, n. 1856 - Palermo, † 1918)
- Giovanni Merla, geologo, paleontologo e scrittore italiano (Civitavecchia, n. 1906 - Firenze, † 1984)
- Giovanni Omboni, geologo, paleontologo e naturalista italiano (Abbiategrasso, n. 1829 - Padova, † 1910)
- Giovanni Pratesi, geologo e divulgatore scientifico italiano (Prato, n. 1963)
- Giovanni Battista Trener, geologo italiano (Fiera di Primiero, n. 1877 - Trento, † 1954)
- Giovanni Viel, geologo, urbanista e politico italiano (Bologna, n. 1944 - Zola Predosa, † 2009)

## Germanisti(3)
- Giovanni Alfero, germanista italiano (Roddi, n. 1888 - Genova, † 1962)
- Giovanni Vittorio Amoretti, germanista italiano (Imperia, n. 1892 - Torino, † 1988)
- Giovanni Nadiani, germanista, traduttore e poeta italiano (Cassanigo di Cotignola, n. 1954 - Reda di Faenza, † 2016)

## Gesuiti(28)
- Giovanni Matteo Adami, gesuita e missionario italiano (Mazara del Vallo, n. 1576 - Nagasaki, † 1633)
- Giovanni Antonio Andreoni, gesuita italiano (Lucca, n. 1649 - Bahía, † 1716)
- Giovanni Berchmans, gesuita fiammingo (Diest, n. 1599 - Roma, † 1621)
- Giovanni Maria Bernardoni, gesuita e architetto italiano (Laino, n. 1541 - Cracovia, † 1605)
- Giovanni Vincenzo Bolgeni, gesuita e teologo italiana (Bergamo, n. 1733 - Roma, † 1811)
- Giovanni Botero, gesuita, scrittore e filosofo italiano (Bene Vagienna, n. 1544 - Torino, † 1617)
- Giovanni Maria Cornoldi, gesuita e giornalista italiano (Venezia, n. 1822 - Roma, † 1892)
- Giovanni Battista Eliano, gesuita, teologo e orientalista italiano (Roma, n. 1530 - Roma, † 1589)
- Giovanni Fausti, gesuita e missionario italiano (Brozzo, n. 1899 - Scutari, † 1946)
- Giovanni Battista Ferrari, gesuita, botanico e orientalista italiano (Siena, n. 1584 - Siena, † 1655)
- Giovanni Battista Giattini, gesuita, filologo e linguista italiano (Palermo, n. 1601 - Roma, † 1672)
- Giovanni de Britto, gesuita e missionario portoghese (Lisbona, n. 1647 - Oriyur, † 1693)
- Giovanni Antonio Grassi, gesuita italiano (Schilpario, n. 1775 - Roma, † 1849)
- Giovanni de La Lande, gesuita, missionario e santo francese (Dieppe, n. 1615 - Ossenon, † 1646)
- Giovanni Antonio Lecchi, gesuita e matematico italiano (Milano, n. 1702 - † 1776)
- Paolo Lembo, gesuita, astronomo e matematico italiano (Benevento, n. 1570 - Napoli, † 1618)
- Giovanni Lorenzo Lucchesini, gesuita e scrittore italiano (Lucca, n. 1638 - Roma, † 1716)
- Giovanni Niccolò, gesuita italiano (Nola, n. 1560 - Macao, † 1626)
- Giovanni Nobili, gesuita e missionario italiano (Roma, n. 1812 - Santa Clara, † 1856)
- Giovanni Battista Noghera, gesuita, scrittore e retore italiano (Albosaggia, n. 1719 - Albosaggia, † 1784)
- Giovanni Paolo Oliva, gesuita italiano (Genova, n. 1600 - Roma, † 1681)
- Giovanni Battista Pianciani, gesuita italiano (Spoleto, n. 1784 - Roma, † 1862)
- Giovanni Pietro Pinamonti, gesuita italiano (Pistoia, n. 1632 - Orta, † 1703)
- Giovanni Riccioli, gesuita e astronomo italiano (Ferrara, n. 1598 - Bologna, † 1671)
- Giovanni Girolamo Saccheri, gesuita e matematico italiano (Sanremo, n. 1667 - Milano, † 1733)
- Giovanni Antonio Solinas, gesuita e missionario italiano (Oliena, n. 1643 - Valle del Zenta, † 1683)
- Giovanni Giacomo Staserio, gesuita, matematico e astronomo italiano (Bari, n. 1565 - Napoli, † 1635)
- Giovanni Battista Zupi, gesuita, astronomo e matematico italiano (Catanzaro, n. 1589 - Napoli, † 1667)

## Giavellottisti(2)
- Giovanni Frattini, giavellottista italiano (Rimini, n. 2002)
- Giovanni Lievore, giavellottista italiano (Carrè, n. 1932 - Torino, † 2025)

## Ginnasti(6)
- Giovanni Carminucci, ginnasta italiano (San Benedetto del Tronto, n. 1939 - Roma, † 2007)
- Giovanni D'Innocenzo, ginnasta italiano (n. 1973)
- Giovanni Gasperini, ginnasta italiano (Ferrara, n. 1886)
- Giovanni Lattuada, ginnasta italiano (Caronno Pertusella, n. 1905 - † 1984)
- Giovanni Mangiante, ginnasta italiano (Brescia, n. 1893 - Brescia, † 1957)
- Giovanni Tubino, ginnasta italiano (Sampierdarena, n. 1900 - Genova, † 1989)

## Giocatori di badminton(1)
- Giovanni Toti, giocatore di badminton italiano (Chiari, n. 2000)

## Giocatori di baseball(1)
- Giovanni Pantaleoni, ex giocatore di baseball italiano (Cupramontana, n. 1978)

## Giocatori di biliardo(1)
- Giovanni Triunfo, giocatore di biliardo italiano (Orta Nova, n. 1969)

## Giocatori di calcio a 5(1)
- Giovanni Roma, ex giocatore di calcio a 5 italiano (Roma, n. 1963)

## Giocatori di curling(1)
- Giovanni Zadra, giocatore di curling italiano (Torino, n. 1947)

## Giocatori di football americano(3)
- Giovanni Caccialupi, giocatore di football americano italiano (Castelnovo ne' Monti, n. 1991)
- Giovanni Nanguy, giocatore di football americano ivoriano (Cocody, n. 1990)
- Giovanni Ricci, giocatore di football americano statunitense (Loveland, n. 1996)

## Glottologi(4)
- Giovanni Battista Corgnali, glottologo e bibliotecario italiano (Reana del Rojale, n. 1887 - Udine, † 1956)
- Giovanni Flechia, glottologo e indologo italiano (Piverone, n. 1811 - Piverone, † 1892)
- Giovanni Frollo, glottologo italiano (Venezia, n. 1832 - Bucarest, † 1899)
- Giovanni Domenico Serra, glottologo italiano (Locana, n. 1885 - Napoli, † 1958)

## Grammatici(3)
- Giovanni Balbi, grammatico e teologo italiano (Genova - † 1298)
- Giovanni Fabrini, grammatico, linguista e umanista italiano (Figline Valdarno, n. 1516 - Venezia, † 1580)
- Giovanni Miranda, grammatico spagnolo

## Grecisti(3)
- Giovanni La Magna, grecista italiano (Vittoria, n. 1900 - Napoli, † 1968)
- Giovanni Sciamarelli, grecista e traduttore italiano (Lussingrande, n. 1938)
- Giovanni Tarditi, grecista e filologo classico italiano (Genova, n. 1923 - Genova, † 1996)

## Hockeisti su ghiaccio(2)
- Giovanni Mastel, hockeista su ghiaccio italiano (Belluno, n. 1943 - † 2021)
- Giovanni Morini, hockeista su ghiaccio italiano (Como, n. 1995)

## Illustratori(2)
- Giovanni Benvenuti, illustratore, scultore e fumettista italiano (Pisa, n. 1926 - Filadelfia, † 2005)
- Giovanni Scarduelli, illustratore, grafico e fumettista italiano (Ostiglia, n. 1992)

## Imperatori(14)
- Giovanni IV di Trebisonda, imperatore bizantino (n. 1403 - † 1459)
- Giovanni I di Trebisonda, imperatore bizantino († 1238)
- Giovanni III di Trebisonda, imperatore bizantino (Costantinopoli, n. 1321 - Sinope, † 1362)
- Giovanni III Vatatze, imperatore bizantino (Didymoteicho, n. 1192 - Ninfeo, † 1254)
- Giovanni Primicerio, imperatore romano (Aquileia, † 425)
- Giovanni II Comneno, imperatore bizantino (Costantinopoli, n. 1087 - Cilicia, † 1143)
- Giovanni IV d'Etiopia, imperatore etiope (Adua, n. 1837 - Metemma, † 1889)
- Giovanni II di Trebisonda, imperatore bizantino (Limnia, † 1297)
- Giovanni I Zimisce, imperatore bizantino (Ierapoli - Costantinopoli, † 976)
- Giovanni IV Lascaris, imperatore bizantino (Nicea, n. 1250)
- Giovanni VI Cantacuzeno, imperatore bizantino (Costantinopoli, n. 1292 - Mistra, † 1383)
- Giovanni VII Paleologo, imperatore bizantino (Costantinopoli, n. 1370 - Tessalonica, † 1408)
- Giovanni V Paleologo, imperatore bizantino (Costantinopoli, n. 1332 - Costantinopoli, † 1391)
- Giovanni VIII Paleologo, imperatore bizantino (Costantinopoli, n. 1392 - Costantinopoli, † 1448)

## Impresari teatrali(3)
- Giovanni Di Renzo, impresario teatrale italiano (Palermo, n. 1905 - L'Aquila, † 1960)
- Giovanni Grasso, impresario teatrale italiano (Aci Catena - Catania, † 1863)
- Giovanni Battista Locatelli, impresario teatrale e librettista italiano (Milano, n. 1713 - San Pietroburgo)

## Incisori(27)
- Giovanni Amoretti, incisore italiano (San Pancrazio Parmense, n. 1764 - † 1849)
- Giovanni Battista Balestra, incisore italiano (Bassano del Grappa, n. 1774 - Roma, † 1842)
- Giovanni Berio, incisore italiano (Imperia, n. 1924 - Imperia, † 2015)
- Giovanni Bernardi, incisore, medaglista e orafo italiano (Castel Bolognese, n. 1494 - Roma, † 1553)
- Giovanni Battista Betti, incisore italiano (Firenze)
- Giovanni Bigatti, incisore e pittore italiano (Milano, n. 1774 - Milano, † 1817)
- Giovanni Battista Bracelli, incisore e pittore italiano (Firenze)
- Giovanni Britto, incisore e illustratore tedesco (Germania - forse Venezia)
- Giovanni Battista Canossa, incisore e intagliatore italiano (Bologna, n. 1685 - Bologna, † 1747)
- Giovanni Jacopo Caraglio, incisore, pittore e medaglista italiano (Verona, n. 1500 - Parma, † 1565)
- Giovanni Francesco Cassioni, incisore italiano (Bologna)
- Giovanni Battista Cecchi, incisore italiano (Firenze - Firenze)
- Giovanni Battista Falda, incisore italiano (Valduggia, n. 1643 - Roma, † 1678)
- Giovanni Antonio Faldoni, incisore e pittore italiano (Asolo, n. 1689)
- Giovanni Florimi, incisore e editore italiano
- Giovanni Antonio da Brescia, incisore italiano (Brescia - Roma)
- Giovanni Paolo Lasinio, incisore e pittore italiano (Firenze, n. 1789 - Firenze, † 1855)
- Giovanni Noto, incisore italiano (Torre del Greco, n. 1902 - † 1985)
- Giovanni Battista Palumba, incisore italiano
- Giovanni Pichler, incisore italiano (Napoli, n. 1734 - Roma, † 1791)
- Giovanni Battista Piranesi, incisore e architetto italiano (Mogliano Veneto, n. 1720 - Roma, † 1778)
- Giovanni Rispoli, incisore italiano (Napoli, n. 1838)
- Giovanni Temini, incisore italiano
- Giovanni Volpato, incisore e ceramista italiano (Angarano, n. 1735 - Roma, † 1803)
- Giovanni Valesio, incisore italiano (Bologna, n. 1579 - † 1623)
- Giovanni Francesco Venturini, incisore italiano (Roma, n. 1650 - Roma, † 1711)
- Giovanni Zanobi Weber, incisore e medaglista italiano (Firenze - Firenze, † 1808)

## Informatici(2)
- Giovanni Degli Antoni, informatico italiano (Piacenza, n. 1935 - Segrate, † 2016)
- Giovanni Manzini, informatico e matematico italiano (Bologna, n. 1965)

## Insegnanti(3)
- Giovanni Battista Delponte, docente, medico e botanico italiano (Mombaruzzo, n. 1812 - Mombaruzzo, † 1884)
- Giovanni Fischietti, docente e compositore italiano (Napoli, n. 1692 - Napoli, † 1743)
- Giovanni Scattone, insegnante italiano (Roma, n. 1968)

## Intagliatori(6)
- Giovanni da Baiso, intagliatore, scultore e intarsiatore italiano (Baiso - Ferrara, † 1390)
- Giovanni Battista Barilli, intagliatore e scultore italiano (Como, n. 1666 - Castiglione delle Stiviere, † 1726)
- Giovanni Basilio, intagliatore italiano (Caravaggio)
- Giovanni Battista De Lotto, intagliatore italiano (San Vito di Cadore, n. 1841 - San Vito di Cadore, † 1924)
- Giovanni Gloria, intagliatore e architetto italiano (Padova, n. 1684 - Padova)
- Nanni Unghero, intagliatore e architetto italiano (n. 1480 - † 1546)

## Intarsiatori(3)
- Giovanni Di Michele, intarsiatore italiano
- Fra Giovanni da Verona, intarsiatore, miniatore e scultore italiano († 1525)
- Giovanni Maria Platina, intarsiatore italiano (Piadena - Mantova, † 1500)

## Inventori(6)
- Giovan Battista Embriaco, inventore italiano (Ceriana, n. 1829 - Roma, † 1903)
- Giovanni Paolo Feminis, inventore e profumiere italiano (Crana - Colonia, † 1736)
- Giovanni Battista Marzi, inventore italiano (Tarquinia, n. 1857 - Roma, † 1928)
- Giovanni Petronio Russo, inventore, saggista e artista italiano (Adrano, n. 1840 - Adrano, † 1910)
- Giovanni Rappazzo, inventore italiano (Messina, n. 1893 - Messina, † 1995)
- Giovanni Battista Rodella, inventore italiano (Venezia, n. 1749 - Padova, † 1834)

## Islamisti(1)
- Giovanni Battista Rampoldi, islamista, pedagogista e geografo italiano (Uboldo, n. 1761 - Milano, † 1836)

## Ispanisti(2)
- Giovanni Allegra, ispanista italiano (Palermo, n. 1935 - Casteldaccia, † 1989)
- Giovanni Meo Zilio, ispanista, linguista e politico italiano (Treviso, n. 1923 - Treviso, † 2006)

## Judoka(5)
- Giovanni Bonfiglio, judoka e karateka italiano (Spadafora, n. 1913 - Messina, † 1997)
- Giovanni Nicola Casale, judoka italiano (Messina, n. 1980)
- Giovanni Di Cristo, judoka italiano (Torre del Greco, n. 1986)
- Giovanni Esposito, judoka italiano (Napoli, n. 1998)
- Giovanni Maddaloni, judoka e allenatore di judo italiano (Napoli, n. 1956)

## Latinisti(5)
- Giovanni D'Anna, latinista e filologo classico italiano (Ancona, n. 1929 - Roma, † 2008)
- Giovanni Battista Gandino, latinista italiano (Bra, n. 1827 - Bologna, † 1905)
- Giovanni Orlandi, latinista, medievista e filologo italiano (Milano, n. 1938 - Milano, † 2007)
- Giovanni Battista Pighi, latinista e poeta italiano (Verona, n. 1898 - Verona, † 1978)
- Giovanni Polara, latinista italiano (Napoli, n. 1944)

## Letterati(34)
- Giovanni Adorni, letterato, scrittore e storico italiano (Felino, n. 1806 - Parma, † 1877)
- Giovanni Domenico Anguillesi, letterato italiano (Vicopisano, n. 1766 - Pisa, † 1833)
- Giovanni Aquilecchia, letterato italiano (Nettuno, n. 1923 - Londra, † 2001)
- Giovanni Argoli, letterato italiano (Tagliacozzo, n. 1609 - † 1660)
- Giovanni Battista Bada, letterato italiano (Portobuffolé - Venezia)
- Giovanni Bardi, letterato, militare e scrittore italiano (Firenze, n. 1534 - Firenze, † 1612)
- Giambattista Basile, letterato e scrittore italiano (Napoli, n. 1583 - Giugliano in Campania, † 1632)
- Giovanni Benevoli, letterato, umanista e religioso italiano (Pietole)
- Giovanni Antonio Bianchi, letterato e teologo italiano (Lucca, n. 1686 - Roma, † 1758)
- Giovanni Maria Giuseppe Bicetti, letterato, poeta e medico italiano (Treviglio, n. 1708 - Treviglio, † 1778)
- Giovanni Carlo Bonlini, letterato italiano (Venezia, n. 1673 - Venezia, † 1731)
- Giovanni Bonsignori, letterato e politico italiano (Città di Castello)
- Giovanni Brevio, letterato italiano (Venezia)
- Giovanni Battista Camozzi, letterato e filologo italiano (Asolo, n. 1515 - Roma, † 1581)
- Giovanni Battista Da Persico, letterato e politico italiano (Verona, n. 1777 - † 1845)
- Giovanni Battista De Cristoforis, letterato e scrittore italiano (Milano, n. 1785 - Milano, † 1838)
- Giovanni Della Casa, letterato, scrittore e arcivescovo cattolico italiano (Borgo San Lorenzo, n. 1503 - Roma, † 1556)
- Giovanni Jacopo Dionisi, letterato, critico letterario e religioso italiano (Verona, n. 1724 - Verona, † 1808)
- Giovanni Antonio Flaminio, letterato e religioso italiano (Imola, n. 1464 - Bologna, † 1536)
- Giovanni Francesco Fortunio, letterato e grammatico italiano (Zara - Fano, † 1517)
- Giovanni Gaddi, letterato italiano (n. 1493 - † 1542)
- Giovanni Gauteri, letterato italiano (Demonte)
- Gian Vincenzo Gravina, letterato e giurista italiano (Roggiano Gravina, n. 1664 - Roma, † 1718)
- Giovanni Maria Lampredi, letterato, giurista e etruscologo italiano (Rovezzano, n. 1731 - Firenze, † 1793)
- Giovanni Malfer, letterato italiano (Rovereto, n. 1882 - Rovereto, † 1973)
- Giovanni Mazzotti Biancinelli, letterato, scrittore e politico italiano (Chiari, n. 1839 - † 1919)
- Giammaria Mazzuchelli, letterato, bibliografo e storico della letteratura italiano (Brescia, n. 1707 - Brescia, † 1765)
- Giovanni Mazzuoli, letterato italiano (Firenze, n. 1480 - † 1549)
- Giovanni Battista Melzi, letterato e enciclopedista italiano (San Bartolomeo, n. 1844 - Milano, † 1911)
- Giovanni Girolamo Nadal, letterato e umanista italiano (Venezia)
- Giambattista Palatino, letterato e calligrafo italiano (Rossano, n. 1515 - Napoli, † 1575)
- Giovanni Ignazio Pansoya, letterato e politico italiano (Torino, n. 1784 - Torino, † 1851)
- Giovanni Antonio Pecci, letterato, storico e politico italiano (Siena, n. 1693 - Siena, † 1768)
- Giovanni Vista, letterato e religioso italiano (Molfetta, n. 1715 - † 1767)

## Librettisti(13)
- Giovanni Filippo Apolloni, librettista e poeta italiano (Arezzo - Arezzo, † 1688)
- Giovanni Baldanza, librettista italiano (Palermo, n. 1708 - † 1789)
- Giovanni Bertati, librettista italiano (Martellago, n. 1735 - Venezia, † 1808)
- Giovanni Gastone Boccherini, librettista, ballerino e coreografo italiano (Lucca, n. 1742)
- Giovanni Francesco Busenello, librettista e poeta italiano (Venezia, n. 1598 - Legnaro, † 1659)
- Giovanni De Gamerra, librettista italiano (Livorno, n. 1742 - Vicenza, † 1803)
- Giovanni Faustini, librettista e impresario teatrale italiano (Venezia, n. 1615 - Venezia, † 1651)
- Giovanni Gherardini, librettista italiano (Milano, n. 1778 - Milano, † 1861)
- Giovanni Battista Lorenzi, librettista italiano (Conversano, n. 1721 - Napoli, † 1807)
- Giovanni Claudio Pasquini, librettista italiano (Siena, n. 1695 - Siena, † 1763)
- Giovanni Schmidt, librettista italiano (Livorno - Napoli)
- Giovanni Targioni-Tozzetti, librettista e politico italiano (Livorno, n. 1863 - Livorno, † 1934)
- Giovanni Cosimo Villifranchi, librettista italiano (Volterra, n. 1646 - Firenze, † 1699)

## Linguisti(9)
- Giovanni Alessio, linguista e glottologo italiano (Catanzaro, n. 1909 - Firenze, † 1984)
- Giovanni Frau, linguista e filologo italiano (Fiume, n. 1940)
- Giovanni Moise, linguista, grammatico e scrittore italiano (Cherso, n. 1820 - Cherso, † 1888)
- Giovanni Nencioni, linguista e lessicografo italiano (Firenze, n. 1911 - Firenze, † 2008)
- Giovanni Oman, linguista italiano (Il Cairo, n. 1922 - Roma, † 2007)
- Giovanni Ruffino, linguista e glottologo italiano (Palermo, n. 1941)
- Giovanni Soglian, linguista italiano (Cittavecchia di Lesina, n. 1901 - Spalato, † 1943)
- Giovanni Tortoli, linguista e filologo italiano (Firenze, n. 1832 - Firenze, † 1914)
- Giovanni Veneroni, linguista, grammatico e lessicografo francese (Verdun, n. 1642 - Parigi, † 1708)

## Liutai(5)
- Giovanni Grancino, liutaio italiano (n. 1637)
- Giovanni Battista Guadagnini, liutaio italiano (Bilegno di Borgonovo Val Tidone, n. 1711 - Torino, † 1786)
- Giovanni Paolo Maggini, liutaio italiano (Botticino, n. 1580 - Brescia)
- Giovanni Francesco Pressenda, liutaio italiano (Lequio Berria, n. 1777 - Torino, † 1854)
- Giovanni Battista Rogeri, liutaio italiano (Bologna, n. 1642 - † 1710)

## Liutisti(1)
- Giovanni Angelo Testagrossa, liutista e cantante italiano (Pavia, n. 1470 - Urbino, † 1530)

## Lottatori(4)
- Battista Cardinale, lottatore italiano (Struppa, n. 1895 - Rapallo, † 1978)
- Giovanni Gozzi, lottatore italiano (Milano, n. 1902 - Taggia, † 1976)
- Giovanni Raicevich, lottatore e attore italiano (Trieste, n. 1881 - Roma, † 1957)
- Giovanni Schillaci, ex lottatore italiano (Palermo, n. 1967)

## Lunghisti(1)
- Giovanni Evangelisti, ex lunghista italiano (Rimini, n. 1961)

## Maestri di scherma(1)
- Giovanni Sirovich, maestro di scherma e ex schermidore italiano (Roma, n. 1971)

## Mafiosi(21)
- John Ardito, mafioso statunitense (New York, n. 1919 - New York, † 2006)
- Giovanni Arena, mafioso italiano (Catania, n. 1956)
- Giovanni Bonomo, mafioso italiano (Partinico, n. 1935 - † 2010)
- Giovanni Bontate, mafioso italiano (Palermo, n. 1946 - Palermo, † 1988)
- John Bonventre, mafioso italiano (Castellammare del Golfo, n. 1901 - Castellammare del Golfo)
- Giovanni Brusca, mafioso e collaboratore di giustizia italiano (San Giuseppe Jato, n. 1957)
- Giovanni Dioguardi, mafioso statunitense (New York, n. 1914 - Lewisburg, † 1979)
- Giovanni Girlando, mafioso italiano (Roma, n. 1947 - Roma, † 1990)
- Giovanni Lupo, mafioso italiano (Corleone, n. 1883 - New York)
- John Morales, mafioso statunitense (New York, n. 1912 - † 1984)
- Giovanni Motisi, mafioso italiano (Palermo, n. 1959)
- Giovanni Nicchi, mafioso italiano (Torino, n. 1981)
- Giovanni Luca Nirta, mafioso italiano (Locri, n. 1969)
- Giovanni Pandico, mafioso italiano (Liveri, n. 1944)
- Giovanni Piconi, mafioso italiano (Roma, n. 1950)
- Giovanni Riggi, mafioso statunitense (Newark, n. 1925 - Edison, † 2015)
- Giovanni Riina, mafioso italiano (Palermo, n. 1976)
- Vanni Sacco, mafioso italiano (Camporeale, n. 1869 - Camporeale, † 1960)
- Giovanni Strangio, mafioso italiano (Siderno, n. 1979)
- John Tartamella, mafioso italiano (Castellammare del Golfo, n. 1892 - New York, † 1966)
- Giovanni Tegano, mafioso italiano (Reggio Calabria, n. 1939 - Milano, † 2021)

## Magistrati(26)
- Giovanni Appiani, magistrato e politico italiano (Torino, n. 1865 - Apuania, † 1944)
- Giovanni Vincenzo Auna, magistrato italiano (Montechiaro d'Asti, n. 1756 - Milano, † 1832)
- Giovanni Baccelli, magistrato e politico italiano (Roma, n. 1833 - San Vito Romano, † 1914)
- Giovanni Battista Benedetti, magistrato italiano (Palmi, n. 1897)
- Giovanni Bonello, giudice maltese (Floriana, n. 1936)
- Giovanni Pietro Capotorto, magistrato e politico italiano (Giovinazzo, n. 1841 - Roma, † 1931)
- Giovanni Cassis, magistrato, prefetto e politico italiano (Padova, n. 1853 - Roma, † 1938)
- Giovanni D'Urso, magistrato italiano (Catania, n. 1933 - Roma, † 2011)
- Giovanni de Foresta, magistrato, avvocato e politico italiano (Villafranca Marittima, n. 1799 - Bologna, † 1872)
- Giovanni Falcone, magistrato italiano (Palermo, n. 1939 - Palermo, † 1992)
- Giovanni Ferrara, magistrato italiano (Saviano, n. 1938)
- Giovanni Ferro Luzzi, magistrato e politico italiano (Palermo, n. 1834 - Roma, † 1910)
- Giovanni Battista Nappi, magistrato italiano (Milano, n. 1800 - Milano, † 1871)
- Giovanni Jatta, magistrato e archeologo italiano (Ruvo, n. 1767 - Ruvo, † 1844)
- Giovanni Kessler, magistrato e politico italiano (Trento, n. 1956)
- Giovanni Mammone, magistrato italiano (Avellino, n. 1950)
- Giovanni Maria Pirella, giudice e militare spagnolo (Nuoro - Cagliari, † 1664)
- Giovanni Melillo, magistrato italiano (Foggia, n. 1959)
- Gian Carlo Messa, magistrato, giurista e politico italiano (Menaggio, n. 1867 - Menaggio, † 1945)
- Giovanni Palombarini, magistrato e saggista italiano (Gorizia, n. 1936)
- Celestino Quarelli di Lesegno, magistrato e politico italiano (San Michele Mondovì, n. 1792 - Torino, † 1868)
- Giovanni Regis, magistrato e politico italiano (Savigliano, n. 1792 - Torino, † 1870)
- Giovanni Sabini, magistrato e politico italiano (Altamura, n. 1873 - † 1949)
- Giovanni Santoro, magistrato e politico italiano (Tricarico, n. 1859 - Roma, † 1941)
- Giovanni Tinebra, magistrato italiano (Enna, n. 1941 - Catania, † 2017)
- Giovanni Antonio Vanni, magistrato e politico italiano (Marino, n. 1855 - Roma, † 1924)

## Maratoneti(2)
- Giovanni D'Aleo, ex maratoneta e mezzofondista italiano (Palermo, n. 1959)
- Giovanni Gualdi, ex maratoneta italiano (Gazzaniga, n. 1979)

## Marciatori(2)
- Giovanni De Benedictis, ex marciatore italiano (Pescara, n. 1968)
- Giovanni Perricelli, ex marciatore italiano (Milano, n. 1967)

## Martellisti(1)
- Giovanni Cantagalli, martellista italiano (Modena, n. 1914 - Panama, † 2008)

## Medaglisti(5)
- Giovanni Beltrami, medaglista e incisore italiano (Cremona, n. 1770 - Cremona, † 1854)
- Giovanni Candida, medaglista italiano (Benevento - Benevento)
- Giovanni da Cavino, medaglista italiano (Padova, n. 1500 - Padova, † 1570)
- Jean De Candida, medaglista e diplomatico italiano (n. 1445 - † 1510)
- Giovanni Martino Hamerani, medaglista italiano (Roma, n. 1646 - Roma, † 1705)

## Mercanti(10)
- Giovanni Arnolfini, mercante e mecenate italiano (Lucca - Bruges, † 1472)
- Giovanni Colombini, mercante italiano (Siena, n. 1304 - Abbadia San Salvatore, † 1367)
- Giovanni Maria Farina, mercante e profumiere italiano (Santa Maria Maggiore - Maastricht, † 1732)
- Giovanni da Empoli, mercante e viaggiatore italiano (Firenze, n. 1483 - Canton, † 1518)
- Giovanni dell'Agnello, mercante italiano (Pisa - Genova, † 1387)
- Giovanni il Nuovo, mercante e predicatore bizantino (Trapezunte - Leukopolis)
- Giovanni Macrijanni, mercante, politico e militare greco (Focide, n. 1797 - Atene, † 1864)
- Giovanni Domenico Roncalli, mercante e politico italiano (Rovigo, n. 1530 - Padova, † 1562)
- Giovanni di Paolo Rucellai, mercante, umanista e scrittore italiano (Firenze, n. 1403 - Firenze, † 1481)
- Giovanni Villani, mercante e storico italiano (Firenze, n. 1280 - Firenze, † 1348)

## Mezzofondisti(6)
- Giovanni Blanchet, mezzofondista italiano
- Giovanni Cultrone, mezzofondista e siepista italiano (Vittoria, n. 1916 - Torino, † 1972)
- Giovanni Filippi, mezzofondista italiano (Darfo Boario Terme, n. 1998)
- Giovanni Garaventa, mezzofondista italiano (Genova, n. 1900 - Genova, † 1986)
- Giovanni Lazzaro, mezzofondista italiano (Treviso, n. 2004)
- Giovanni Scavo, mezzofondista italiano (Ascoli Piceno, n. 1936 - Palermo, † 1959)

## Mineralogisti(2)
- Giovanni D'Achiardi, mineralogista e politico italiano (Pisa, n. 1872 - Fauglia, † 1944)
- Giovanni Battista Traverso, mineralogista e paleontologo italiano (Genova, n. 1843 - Alba, † 1914)

## Miniatori(5)
- Giovanni Pietro Birago, miniatore e incisore italiano
- Giovanni Battista Cavalletto, miniatore, pittore e scultore italiano (Bologna - Bologna)
- Giovanni Bartolomeo Corsini, miniatore italiano (Rivoltella del Garda)
- Giovanni da Troppau, miniatore (Troppau - Brno)
- Giovanni Todeschino, miniatore italiano (Bergamo - Napoli, † 1503)

## Mistici(1)
- Giovanni Taulero, mistico e teologo tedesco (Strasburgo - Strasburgo, † 1361)

## Monaci cristiani(21)
- Giovanni Acario, monaco cristiano e pittore italiano
- Giovanni Battista Audiffredi, monaco cristiano, bibliotecario e astronomo italiano (Saorgio, n. 1714 - Roma, † 1794)
- Giovanni Berardi, monaco cristiano italiano
- Giovanni Dossopatre, monaco cristiano bizantino
- Giovanni Battista Folengo, monaco cristiano e teologo italiano (Mantova, n. 1490 - San Benedetto Po, † 1559)
- Giovanni Gersen, monaco cristiano italiano (Cavaglià, n. 1243)
- Giovanni di Wallingford, monaco cristiano inglese (Abbazia di St Albans, † 1214)
- Giovanni Climaco, monaco cristiano (Monte Sinai)
- Giovanni di Beverley, monaco cristiano, vescovo e santo britannico (Harpham - Beverley, † 721)
- Giovanni di Pečers'k, monaco cristiano ucraino (Monastero delle grotte di Kiev, † 1160)
- Giovanni Calibita, monaco cristiano e santo romano (Roma - Costantinopoli)
- Giovanni da Matera, monaco cristiano italiano (Matera - Foggia, † 1139)
- Giovanni l'Iberico, monaco cristiano georgiano (Georgia - Monte Athos, † 1002)
- Giovanni di Worcester, monaco cristiano e storico inglese
- Giovanni di Novgorod, monaco cristiano, arcivescovo ortodosso e santo russo (Velikij Novgorod - Velikij Novgorod, † 1186)
- Giovanni di Hildesheim, monaco cristiano e teologo tedesco (Hildesheim - Marienau, † 1375)
- Giovanni Houghton, monaco cristiano e abate inglese (Tyburn, † 1535)
- Giovanni Massenzio, monaco cristiano bizantino
- Giovanni Benedetto Moncetti, monaco cristiano e letterato italiano (Castiglion Fiorentino)
- Giovanni Mosco, monaco cristiano bizantino (Bisanzio, n. 550 - † 634)
- Giovanni Scoto Eriugena, monaco cristiano, teologo e filosofo irlandese (Irlanda - Inghilterra)

## Multiplisti(1)
- Gianni Modena, multiplista, velocista e ex bobbista italiano (Verona, n. 1954)

## Musicisti(9)
- Giovanni Casu, musicista italiano (Cabras, n. 1933 - Cabras, † 2024)
- Giovanni Battista Lamperti, musicista italiano (n. 1839 - † 1910)
- Giovanni Maroni, musicista e compositore italiano (Ferrara - Lodi)
- Giovanni Mauriello, musicista e attore italiano (Napoli, n. 1945)
- Giovanni Nuti, musicista e cantautore italiano (Viareggio, n. 1964)
- Giovanni Piazza, musicista e insegnante italiano (Roma, n. 1937 - Roma, † 2022)
- Giovanni Battista Riccio, musicista e compositore italiano
- Giovanni Rondelli, musicista, compositore e cantautore italiano (Vernio, n. 1945)
- Giovanni Rubbiani, musicista e chitarrista italiano (Caluso, n. 1965)

## Musicologi(2)
- Giovanni Battista Dall'Olio, musicologo, liutaio e organista italiano (Sesso, n. 1739 - Modena, † 1823)
- Giovanni Morelli, musicologo italiano (Faenza, n. 1942 - Venezia, † 2011)

## Naturalisti(9)
- Florentino Ameghino, naturalista, zoologo e paleontologo argentino (Moneglia, n. 1853 - La Plata, † 1911)
- Giovanni Antonio Battarra, naturalista e micologo italiano (Pedrolara di Coriano, n. 1714 - Rimini, † 1789)
- Giovanni De Baillou, naturalista, geografo e cartografo italiano (Livorno, n. 1758 - Firenze, † 1819)
- Apelle Dei, naturalista italiano (Siena, n. 1819 - Siena, † 1903)
- Giovanni Fabbroni, naturalista, economista e agronomo italiano (Firenze, n. 1752 - Pisa, † 1823)
- Giovanni Michelotti, naturalista, geologo e paleontologo italiano (Torino, n. 1812 - Sanremo, † 1898)
- Giovanni Francesco Re, naturalista, botanico e micologo italiano (Condove, n. 1773 - Torino, † 1833)
- Giovanni Antonio Scopoli, naturalista e medico italiano (Cavalese, n. 1723 - Pavia, † 1788)
- Giovan Battista Trionfetti, naturalista italiano (Bologna, n. 1656 - Roma, † 1708)

## Navigatori(4)
- Giovanni Caboto, navigatore e esploratore italiano (Gaeta - Oceano Atlantico)
- Giovanni Battista Pastene, navigatore italiano (Pegli, n. 1507 - Santiago del Cile, † 1582)
- Giovanni Verri, marinaio, avventuriero e letterato italiano (Milano, n. 1745 - † 1818)
- Giovanni Visin, marinaio e esploratore montenegrino (Perzagno, n. 1806 - Perzagno, † 1868)

## Neurologi(1)
- Giovanni Mingazzini, neurologo e psichiatra italiano (Ancona, n. 1859 - Roma, † 1929)

## Notai(5)
- Giovanni Luca Barberi, notaio e giurista italiano (Lentini - Messina, † 1523)
- Giovanni Pipino da Barletta, notaio e condottiero italiano (Napoli, † 1316)
- Giovanni Battista Rocci, notaio italiano (Chiusa di San Michele, n. 1799 - Almese, † 1872)
- Giovanni Roverella, notaio italiano (Ferrara)
- Giovanni da Otranto, notaio e poeta italiano (Otranto)

## Numismatici(2)
- Giovanni Dattari, numismatico italiano (Livorno, n. 1853 - Cairo, † 1923)
- Giovanni Luca Zuzzeri, numismatico e archeologo italiano (Ragusa di Dalmazia, n. 1717 - Roma, † 1746)

## Nuotatori(4)
- Giovanni Carraro, nuotatore italiano (Dolo, n. 2002)
- Giovanni Franceschi, ex nuotatore italiano (Milano, n. 1963)
- Giovanni Izzo, nuotatore italiano (Bologna, n. 1998)
- Giovanni Legnani, nuotatore italiano (Milano, n. 1988)

## Oculisti(2)
- Giovanni Battista Quadri, oculista italiano (Vicenza, n. 1780 - Napoli, † 1851)
- Giovanni Rama, oculista italiano (Lazise, n. 1924 - Lazise, † 2007)

## Oncologi(1)
- Giovanni Pascale, oncologo e politico italiano (Faicchio, n. 1859 - Napoli, † 1936)

## Operai(3)
- Giovanni Barozzino, operaio e politico italiano (Rionero in Vulture, n. 1964)
- Giovanni Domaschi, operaio italiano (Verona, n. 1891 - Dachau, † 1945)
- Giovanni Battista Gardoncini, operaio italiano (Inzino, n. 1895 - Torino, † 1944)

## Orafi(2)
- Giovanni di Turino, orafo e scultore italiano (Siena)
- Giovanni Lomazzi, orafo italiano (Antegnate, n. 1853 - Ghirla, † 1925)

## Organari(12)
- Giovanni Bianchetti, organaro italiano (n. 1867 - Brescia, † 1919)
- Giovanni Battista Bima, organaro italiano (n. 1739)
- Giovanni Battista Biroldi, organaro italiano (Mergozzo, n. 1712 - Varese, † 1792)
- Giovanni Battista De Lorenzi, organaro italiano (Schio, n. 1806 - Venezia, † 1883)
- Giovanni Battista Dessiglioli, organaro italiano (San Bartolomeo del Cervo, n. 1849 - Savona, † 1909)
- Giovanni Battista Fachetti, organaro italiano (Brescia)
- Giovanni Maccarinelli, organaro italiano (n. 1839 - Brescia, † 1923)
- Giovanni Pradella, organaro italiano (Sondrio, n. 1971)
- Giovanni Tamburini, organaro italiano (Bagnacavallo, n. 1857 - Crema, † 1942)
- Giovanni Tonoli, organaro italiano (Tignale, n. 1809 - Brescia, † 1889)
- Giovanni Torriano da Venezia, organaro italiano (Venezia)
- Giovanni Antonio Zali, organaro italiano (Boccioleto - † 1803)

## Organisti(12)
- Giovanni Battista Ala, organista e compositore italiano (Monza)
- Giovanni Battista Bassani, organista, violinista e compositore italiano (Bergamo, † 1716)
- Giovanni Battista Campodonico, organista, compositore e presbitero italiano (Lavagna, n. 1892 - Chiavari, † 1958)
- Giovanni Battista Cossetti, organista, compositore e direttore di banda italiano (Tolmezzo, n. 1863 - Chions, † 1955)
- Giovanni Battista Ferrini, organista, clavicembalista e compositore italiano (Roma - Roma, † 1674)
- Giovanni di Lublino, organista e compositore polacco (Lublino - Kraśnik)
- Giovanni Battista Grillo, organista e compositore italiano (Venezia, † 1622)
- Giovanni Maria Lanfranco, organista, teorico musicale e scrittore italiano (Terenzo, n. 1490 - Parma, † 1545)
- Giovanni Morandi, organista e compositore italiano (Pergola, n. 1777 - Senigallia, † 1856)
- Giovanni Tebaldini, organista, compositore e musicologo italiano (Brescia, n. 1864 - San Benedetto del Tronto, † 1952)
- Giovanni Toss, organista e compositore italiano (Villa Lagarina)
- Giovanni Domenico Zucchinetti, organista italiano (Suna, n. 1735)

## Orientalisti(1)
- Giovanni Garbini, orientalista italiano (Roma, n. 1931 - Roma, † 2017)

## Ostacolisti(1)
- Giovanni Cornacchia, ostacolista e dirigente sportivo italiano (Pescara, n. 1939 - Pescara, † 2008)

## Paleontologi(1)
- Giovanni Meneguzzo, paleontologo italiano (Montecchio Maggiore, n. 1831 - Valdagno, † 1912)

## Pallanuotisti(3)
- Gianni Averaimo, ex pallanuotista e allenatore di pallanuoto italiano (Genova, n. 1964)
- Giovanni Bianco, pallanuotista italiano (Genova, n. 1992)
- Giovanni Graffigna, pallanuotista italiano (Genova, n. 1993)

## Pallavolisti(5)
- Giovanni Errichiello, ex pallavolista italiano (Napoli, n. 1960)
- Giovanni Gargiulo, pallavolista italiano (Sorrento, n. 1999)
- Giovanni Lanfranco, ex pallavolista italiano (Torino, n. 1956)
- Giovanni Polidori, pallavolista italiano (Rieti, n. 1975)
- Giovanni Sanguinetti, pallavolista italiano (Bologna, n. 2000)

## Papi(22)
- Papa Giovanni Paolo II, papa, arcivescovo cattolico e santo polacco (Wadowice, n. 1920 - Città del Vaticano, † 2005)
- Papa Giovanni I, papa, vescovo e santo (Toscana, n. 470 - Ravenna, † 526)
- Papa Giovanni II, papa e vescovo (Roma, n. 470 - Roma, † 535)
- Papa Giovanni III, papa e vescovo (Roma - Roma, † 574)
- Papa Giovanni IV, papa e vescovo (Zara - Roma, † 642)
- Papa Giovanni V, papa e vescovo siriaco (Antiochia di Siria, n. 635 - Roma, † 686)
- Papa Giovanni VI, papa e vescovo bizantino (Efeso, n. 655 - Roma, † 705)
- Papa Giovanni VII, papa, vescovo e cardinale italiano (Rossano, n. 650 - Roma, † 707)
- Papa Giovanni VIII, papa, vescovo e cardinale italiano (Roma - Roma, † 882)
- Papa Giovanni IX, papa, cardinale e vescovo italiano (Tivoli - Roma, † 900)
- Papa Giovanni X, papa, vescovo e cardinale italiano (Tossignano - Roma, † 928)
- Papa Giovanni XI, papa, vescovo e cardinale italiano (Roma - Roma)
- Papa Giovanni XII, papa italiano (Roma - Roma, † 964)
- Papa Giovanni XIII, papa e vescovo italiano (Roma - Roma, † 972)
- Papa Giovanni XIV, papa, vescovo e cardinale italiano (Pavia - Roma, † 984)
- Papa Giovanni XV, papa, vescovo e cardinale italiano (Roma - Roma, † 996)
- Papa Giovanni XVII, papa italiano (Rapagnano, n. 955 - Roma, † 1003)
- Papa Giovanni XVIII, papa e cardinale italiano (Roma - Roma, † 1009)
- Papa Giovanni XIX, papa, vescovo e cardinale italiano (Roma - Roma, † 1032)
- Papa Giovanni XXI, papa, arcivescovo e cardinale portoghese (Lisbona - Viterbo, † 1277)
- Papa Giovanni XXII, papa, arcivescovo cattolico e cardinale francese (Cahors - Avignone, † 1334)
- Papa Giovanni Paolo I, papa, vescovo cattolico e cardinale italiano (Canale d'Agordo, n. 1912 - Città del Vaticano, † 1978)

## Parolieri(4)
- Gianni Belfiore, paroliere e produttore discografico italiano (Genova, n. 1941)
- Vanni Boccuzzi, paroliere e compositore italiano (Monopoli, n. 1953)
- Giovanni Marigliano, paroliere italiano (Napoli, n. 1934 - San Giorgio a Cremano, † 2011)
- E. A. Mario, paroliere e poeta italiano (Napoli, n. 1884 - Napoli, † 1961)

## Partigiani(27)
- Giovanni Balbo, partigiano italiano (Cossano Belbo, n. 1888 - Valdivilla, † 1945)
- Giovanni Carli, partigiano italiano (Asiago, n. 1910 - Sandrigo, † 1945)
- Giovanni Cerbai, partigiano italiano (Camugnano, n. 1912 - Bologna, † 1945)
- Giovanni Cervi, partigiano italiano (Gattatico, n. 1903 - Milano, † 1943)
- Giovanni Dolino, partigiano, politico e scrittore italiano (Susa, n. 1923 - Torino, † 2002)
- Giovanni Felisati, partigiano italiano (Mestre, n. 1909 - Venezia, † 1944)
- Giovanni Fusconi, partigiano e politico italiano (Cervia, n. 1899 - Cervia, † 1958)
- Giovanni Gastaldi, partigiano italiano (Vercelli, n. 1919 - Forno di Valstrona, † 1944)
- Gianni Giadresco, partigiano, politico e scrittore italiano (Lugo, n. 1927 - Ravenna, † 2005)
- Giovanni Girardini, partigiano italiano (Motta di Livenza, n. 1922 - Camino, † 1944)
- Giovanni Marcora, partigiano, imprenditore e politico italiano (Inveruno, n. 1922 - Inveruno, † 1983)
- Giovanni Martini, partigiano italiano (Bologna, n. 1910 - Bologna, † 1944)
- Giovanni Monaco, partigiano italiano (Valloriate, n. 1915 - Aosta, † 2007)
- Giovanni Nardi, partigiano italiano (Riolo Terme, n. 1923 - Casetta di Tiara, † 1944)
- Giovanni Palmieri, partigiano e antifascista italiano (Bologna, n. 1921 - Cà di Guzzo, † 1944)
- Giovanni Pesce, partigiano e politico italiano (Visone, n. 1918 - Milano, † 2007)
- Giovanni Ponti, partigiano e politico italiano (Venezia, n. 1896 - Padova, † 1961)
- Giovanni Porfirio, partigiano, antifascista e politico italiano (Trivento, n. 1897 - Roma, † 1973)
- Giovanni Porta, partigiano e politico italiano (Alessandria, n. 1909 - Alessandria, † 1985)
- Giovanni Ravasio, partigiano italiano (Cisano Bergamasco, n. 1921 - Cisano Bergamasco, † 2010)
- Giovanni Rossi, partigiano italiano (Sassuolo, n. 1913 - Frassinoro, † 1944)
- Giovanni Sissa, partigiano italiano (Genova, n. 1909 - Genova, † 1985)
- Giovanni Sola, partigiano italiano (Modena, n. 1925 - Piansenatico, † 1944)
- Giovanni Ticozzi, partigiano italiano (Pasturo, n. 1897 - Lecco, † 1958)
- Giovanni Tonetti, partigiano e politico italiano (Venezia, n. 1888 - Bressanone, † 1970)
- Giovanni Oreste Villa, partigiano e politico italiano (Fubine, n. 1903 - Alessandria, † 1961)
- Giovanni Zerbetto, partigiano e imprenditore italiano (Padova, n. 1906 - Padova, † 1972)

## Pastori protestanti(2)
- Giovanni Luzzi, pastore protestante e teologo svizzero (Tschlin, n. 1856 - Poschiavo, † 1948)
- Giovanni Andrea Scartazzini, pastore protestante e letterato svizzero (Bondo, n. 1837 - Fahrwangen, † 1901)

## Patologi(3)
- Giovanni Felice Azzone, patologo e biochimico italiano (Napoli, n. 1927 - Pozzolengo, † 2022)
- Giovanni Martinotti, patologo italiano (Villanova Monferrato, n. 1857 - Bologna, † 1928)
- Giovanni Rasori, patologo, traduttore e patriota italiano (Parma, n. 1766 - Milano, † 1837)

## Patriarchi cattolici(15)
- Vincenzo Bracco, patriarca cattolico italiano (Imperia, n. 1835 - Gerusalemme, † 1889)
- Giovanni Bragadin, patriarca cattolico italiano (Venezia, n. 1699 - Venezia, † 1775)
- Giovanni Giuseppe Canali, patriarca cattolico e arcivescovo cattolico italiano (Cesano, n. 1781 - Ferentino, † 1851)
- Giovanni Contarini, patriarca cattolico italiano (Venezia - Venezia, † 1451)
- Giovanni IV di Grado, patriarca cattolico italiano (Grado, † 802)
- Giovanni I, patriarca cattolico italiano († 619)
- Giovanni IV di Ravenna, patriarca cattolico italiano († 1019)
- Giovanni Grimani, patriarca cattolico italiano (Venezia, n. 1506 - Venezia, † 1593)
- Giovanni Francesco Guidi di Bagno-Talenti, patriarca cattolico italiano (Mantova, n. 1720 - Roma, † 1799)
- Giovanni Pietro Aurelio Mutti, patriarca cattolico italiano (Bergamo, n. 1775 - Venezia, † 1857)
- Giovanni Ladislao Pyrker, patriarca cattolico e scrittore ungherese (Nagyláng, n. 1772 - Vienna, † 1847)
- Giovanni de Ribera, patriarca cattolico e santo spagnolo (Siviglia, n. 1532 - Valencia, † 1611)
- Giovanni Sobieslaw di Moravia, patriarca cattolico ceco (n. 1352 - Udine, † 1394)
- Giovanni Niccolò Tanara, patriarca cattolico italiano (Bologna, n. 1795 - Nizza, † 1853)
- Giovanni Tiepolo, patriarca cattolico italiano (Venezia, n. 1570 - Venezia, † 1631)

## Patrioti(49)
- Giovanni Albinola, patriota italiano (Viggiù, n. 1809 - New York, † 1883)
- Giovanni Alessandri, patriota italiano (Venezia, n. 1827)
- Giovanni Arrivabene, patriota, politico e economista italiano (Mantova, n. 1787 - Mantova, † 1881)
- Giovanni Battista Basso, patriota e militare italiano (Nizza, n. 1824 - † 1884)
- Giovanni Bovi Campeggi, patriota italiano (Bologna, n. 1839 - Monterotondo, † 1867)
- Giovanni Cadolini, patriota e politico italiano (Cremona, n. 1830 - Roma, † 1917)
- Giovanni Cairoli, patriota italiano (Pavia, n. 1842 - Belgirate, † 1869)
- Giovanni Cantoni, patriota, fisico e politico italiano (Milano, n. 1818 - Milano, † 1897)
- Giovanni Battista Carta, patriota e rivoluzionario italiano (Modena, n. 1783 - Milano, † 1871)
- Giovanni Antonio Cassitto, patriota, scrittore e filologo italiano (Bonito, n. 1763 - Bonito, † 1822)
- Giovanni Battista Cavedalis, patriota italiano (Spilimbergo, n. 1794 - Spilimbergo, † 1858)
- Giovanni Battista Cella, patriota italiano (Udine, n. 1837 - Udine, † 1879)
- Giovanni Chiassi, patriota, militare e politico italiano (Mantova, n. 1827 - Locca, † 1866)
- Giovanni Battista Culiolo, patriota italiano (La Maddalena, n. 1813 - La Maddalena, † 1871)
- Giovanni D'Andrea, patriota e politico italiano (Chieti, n. 1829 - Chieti, † 1920)
- Giovanni Battista De Rolandis, patriota italiano (Castell'Alfero, n. 1774 - Bologna, † 1796)
- Giovanni Durando, patriota, generale e politico italiano (Mondovì, n. 1804 - Firenze, † 1869)
- Giovan Battista Falcone, patriota italiano (Acri, n. 1834 - Sanza, † 1857)
- Giovanni Battista Fauché, patriota italiano (Venezia, n. 1815 - Venezia, † 1884)
- Giovanni Battista Fedolfi, patriota e musicista italiano (Montalcino, n. 1845 - Siena, † 1932)
- Giovanni Froscianti, patriota italiano (Collescipoli, n. 1811 - Collescipoli, † 1885)
- Giovanni Andrea Gasparini, patriota e medico italiano (Carrè, n. 1831 - Venezia, † 1879)
- Giovanni Livraghi, patriota italiano (Milano, n. 1807 - Bologna, † 1849)
- Giovanni Battista Lusiardi, patriota italiano (Acquanegra sul Chiese, n. 1831 - † 1871)
- Giovanni Malaman, patriota e ingegnere italiano (Venezia, n. 1824 - Padova, † 1904)
- Giovanni Marangoni, patriota italiano (Mantova, n. 1834 - Roma, † 1869)
- Giovanni Battista Marin, patriota italiano (Conegliano, n. 1833 - Torino, † 1893)
- Giovanni Martini, patriota e militare italiano (Sala Consilina, n. 1852 - New York, † 1922)
- Giovanni Minoli, patriota italiano (Corana, n. 1847 - Voghera, † 1859)
- Giovanni Battista Monteverde, patriota e marinaio italiano (La Spezia, n. 1831 - Lerici, † 1897)
- Giovanni Nuvolari, patriota italiano (Barbassolo, n. 1805 - Villimpenta, † 1894)
- Giovanni Angelo Ossoli, patriota italiano (Roma, n. 1821 - New York, † 1850)
- Giovanni Pantaleo, patriota e militare italiano (Castelvetrano, n. 1831 - Roma, † 1879)
- Giambattista Pentasuglia, patriota e politico italiano (Matera, n. 1821 - Matera, † 1880)
- Giovanni Pianori, patriota italiano (Brisighella, n. 1823 - Parigi, † 1855)
- Giovanni Andrea Pieri, patriota e militare italiano (Lucca, n. 1808 - Parigi, † 1858)
- Giannandrea Romeo, patriota italiano (Santo Stefano in Aspromonte, n. 1786 - Santo Stefano in Aspromonte, † 1862)
- Giovanni Rustici, patriota italiano (Corniglio, n. 1823 - Russia, † 1863)
- Ulisse Salis, patriota, ingegnere e nobile italiano (Tirano, n. 1819 - Esine, † 1893)
- Giovanni Sartori, patriota italiano (Corteno, n. 1836 - Genova, † 1917)
- Giovanmaria Scotti, patriota italiano (Ponte San Pietro, n. 1820 - Bergamo, † 1880)
- Giovanni Battista Spangher, patriota, politico e giudice italiano (Villesse, n. 1802 - Villesse, † 1852)
- Giovanni Venerucci, patriota italiano (Rimini, n. 1811 - Vallone di Rovito, † 1844)
- Giovanni Vieri, patriota e tipografo italiano (Roccastrada, n. 1847 - Roccastrada, † 1926)
- Giovanni Vincenti, patriota italiano (Verona, n. 1815 - Fortezza dello Spielberg, † 1845)
- Andrea Vitaliani, patriota, rivoluzionario e orologiaio italiano (Longone, n. 1761 - Napoli, † 1799)
- Giovanni Vollaro, patriota e militare italiano (Palermo, n. 1823 - Messina, † 1880)
- Giovanni Zambelli, patriota italiano (Venezia, n. 1824 - Belfiore, † 1852)
- Giovanni Battista Zitti, patriota italiano (Lovere, n. 1842 - Lovere, † 1904)

## Pattinatori di velocità su ghiaccio(2)
- Giovanni Paganin, pattinatore di velocità su ghiaccio italiano (Asiago, n. 1955 - Cittaducale, † 1990)
- Giovanni Panciera, ex pattinatore di velocità su ghiaccio italiano (Cortina d'Ampezzo, n. 1954)

## Pedagogisti(5)
- Giovanni Maria Bertin, pedagogista e filosofo italiano (Mirano, n. 1912 - Bologna, † 2002)
- Giovanni Calò, pedagogista e politico italiano (Francavilla Fontana, n. 1882 - Francavilla Fontana, † 1970)
- Giovanni Agostino De Cosmi, pedagogista e filosofo italiano (Casteltermini, n. 1726 - Palermo, † 1810)
- Giovanni Modugno, pedagogista italiano (Bitonto, n. 1880 - Bari, † 1957)
- Giovanni Vidari, pedagogista e traduttore italiano (Vigevano, n. 1871 - Torino, † 1934)

## Pediatri(2)
- Giovanni De Toni, pediatra italiano (Venezia, n. 1895 - Genova, † 1973)
- Giovanni Di Cristina, pediatra italiano (Palermo, n. 1875 - Palermo, † 1928)

## Personaggi televisivi(1)
- Gianni Sperti, personaggio televisivo, opinionista e ex ballerino italiano (Manduria, n. 1973)

## Pianisti(10)
- Giovanni Allevi, pianista, compositore e scrittore italiano (Ascoli Piceno, n. 1969)
- Giovanni Anfossi, pianista e compositore italiano (Ancona, n. 1864 - Milano, † 1946)
- Giovanni Bellucci, pianista italiano (Roma, n. 1965)
- Giovanni Fenati, pianista, compositore e direttore d'orchestra italiano (Bagnacavallo, n. 1925 - Fidenza, † 1981)
- Giovanni Fusco, pianista, compositore e direttore d'orchestra italiano (Sant'Agata de' Goti, n. 1906 - Roma, † 1968)
- Giovanni Guidi, pianista e compositore italiano (Foligno, n. 1985)
- Giovanni Mirabassi, pianista italiano (Perugia, n. 1970)
- Giovanni Nesi, pianista italiano (Firenze, n. 1986)
- Giovanni Sgambati, pianista e compositore italiano (Roma, n. 1841 - Roma, † 1914)
- Giovanni Velluti, pianista italiano (Roma, n. 1949)

## Piloti automobilistici(10)
- Jean Alesi, ex pilota automobilistico e opinionista francese (Montfavet, n. 1964)
- Giovanni Alloatti, pilota automobilistico italiano (Torino - Palermo, † 1934)
- Giovanni Bracco, pilota automobilistico italiano (Biella, n. 1908 - Biella, † 1968)
- Nanni Galli, pilota automobilistico e imprenditore italiano (Bologna, n. 1940 - Prato, † 2019)
- Giovanni Battista Guidotti, pilota automobilistico e manager italiano (Bellagio, n. 1902 - Bellagio, † 1994)
- Giovanni Lavaggi, ex pilota automobilistico italiano (Augusta, n. 1958)
- Giovanni Lurani, pilota automobilistico, ingegnere e giornalista italiano (Cernusco Lombardone, n. 1905 - Milano, † 1995)
- Giovanni de Riu, pilota automobilistico italiano (Macomer, n. 1924 - † 2008)
- Giovanni Salvati, pilota automobilistico italiano (Castellammare di Stabia, n. 1941 - Tarumã, † 1971)
- Giovanni Venturini, pilota automobilistico italiano (Vicenza, n. 1991)

## Piloti motociclistici(7)
- Giovanni Bonati, pilota motociclistico italiano (Sarzana, n. 1991)
- Giovanni Burlando, pilota motociclistico italiano (Genova, n. 1939 - Genova, † 2017)
- Giovanni Bussei, pilota motociclistico italiano (Torino, n. 1972)
- Giovanni Pelletier, pilota motociclistico italiano (Roma, n. 1954)
- Giovanni Ravelli, motociclista e aviatore italiano (Brescia, n. 1887 - Venezia, † 1919)
- Giovanni Sala, pilota motociclistico italiano (Bergamo, n. 1963)
- Giovanni Ziggiotto, pilota motociclistico italiano (Salussola, n. 1954 - Fiume, † 1977)

## Piloti motonautici(1)
- Giovanni Fiorenza, pilota motonautico italiano (Padova, n. 1945)

## Pionieri dell'aviazione(2)
- Giovanni Agusta, pioniere dell'aviazione italiano (Parma, n. 1879 - Parma, † 1927)
- Gianni Widmer, pioniere dell'aviazione austro-ungarico (Trieste, n. 1892 - Milano, † 1971)

## Pistard(1)
- Giovanni Pettenella, pistard e ciclista su strada italiano (Caprino Veronese, n. 1943 - Milano, † 2010)

## Politologi(2)
- Giovanni Orsina, politologo e storico italiano (Roma, n. 1967)
- Giovanni Sartori, politologo e sociologo italiano (Firenze, n. 1924 - Roma, † 2017)

## Poliziotti(10)
- Giovanni Aiello, poliziotto e agente segreto italiano (Montauro, n. 1946 - Montauro, † 2017)
- Giovanni Bellissima, carabiniere italiano (Mirabella Imbaccari, n. 1955 - San Gregorio di Catania, † 1979)
- Giovanni Boccaccio, carabiniere italiano (Trisobbio, n. 1781 - Vernante, † 1815)
- Giovanni Rinaldo Coronas, poliziotto italiano (Castelvetrano, n. 1919 - Roma, † 2008)
- Giovanni D'Alfonso, carabiniere italiano (Penne, n. 1930 - Alessandria, † 1975)
- Giovanni Finazzo, poliziotto, funzionario e prefetto italiano (Cinisi, n. 1942 - Palermo, † 2019)
- Giovanni Lizzio, poliziotto italiano (Catania, n. 1947 - Catania, † 1992)
- Giovanni Palatucci, poliziotto italiano (Montella, n. 1909 - Dachau, † 1945)
- Giovanni Saponara, poliziotto italiano (Salandra, n. 1934 - Genova, † 1976)
- Giovanni Battista Scapaccino, carabiniere italiano (Incisa Belbo, n. 1802 - Les Échelles, † 1834)

## Predicatori(2)
- Giovanni Ferrero, predicatore italiano (Torino, n. 1817 - Australia, † 1903)
- Giovanni Battista, predicatore ebreo antico (Ain Karem - Macheronte)

## Procuratori sportivi(1)
- Giovanni Bia, procuratore sportivo e ex calciatore italiano (Parma, n. 1968)

## Produttori cinematografici(3)
- Giovanni Amati, produttore cinematografico e imprenditore italiano (Roma, n. 1905 - Roma, † 1980)
- Giovanni Bertolucci, produttore cinematografico italiano (Parma, n. 1940 - Roma, † 2005)
- Giovanni Di Clemente, produttore cinematografico italiano (Roma, n. 1948 - Roma, † 2018)

## Produttori discografici(1)
- Giorgio Moroder, produttore discografico, compositore e disc jockey italiano (Ortisei, n. 1940)

## Profumieri(2)
- Giovanni Maria Farina, profumiere italiano (Santa Maria Maggiore, n. 1685 - Colonia, † 1766)
- Giovanni Antonio Farina, profumiere italiano (Santa Maria Maggiore, n. 1718 - Colonia, † 1787)

## Progettisti(1)
- Giovanni Bernasconi, progettista italiano (Cagno, n. 1901 - Cagno, † 1965)

## Psichiatri(4)
- Giovanni Bollea, psichiatra italiano (Cigliano, n. 1913 - Roma, † 2011)
- Giovanni Jervis, psichiatra italiano (Firenze, n. 1933 - Roma, † 2009)
- Giovanni Liotti, psichiatra e psicologo italiano (Tripoli, n. 1945 - Roma, † 2018)
- Giovanni Battista Pellizzi, psichiatra italiano (Reggio Emilia, n. 1865 - Pisa, † 1950)

## Psicoanalisti(1)
- Giovanni Hautmann, psicoanalista italiano (Firenze, n. 1927 - Firenze, † 2017)

## Psicologi(3)
- Giovanni Boria, psicologo e psicoterapeuta italiano (Tolmezzo, n. 1936)
- Giovanni Pietro Lombardo, psicologo italiano (Torre Santa Susanna, n. 1947)
- Giovanni Bruno Vicario, psicologo e scrittore italiano (Udine, n. 1932 - Udine, † 2020)

## Pubblicitari(1)
- Giovanni Maria Mataloni, pubblicitario e illustratore italiano (Roma, n. 1869 - Roma, † 1944)

## Pugili(11)
- Nino Benvenuti, pugile e attore italiano (Isola d'Istria, n. 1938 - Roma, † 2025)
- Giovanni Camputaro, ex pugile italiano (Gioia Sannitica, n. 1955)
- Giambattista Capretti, pugile italiano (Rovato, n. 1946 - Azzate, † 2016)
- Giovanni De Carolis, ex pugile italiano (Roma, n. 1984)
- Giovanni De Luca, ex pugile italiano (San Sebastiano al Vesuvio, n. 1954)
- Giovanni Girgenti, pugile italiano (Marsala, n. 1942 - Marsala, † 2018)
- Giovanni Giungato, ex pugile italiano (Crotone, n. 1971)
- Giovanni Manca, pugile e attore italiano (Roma, n. 1919 - Roma, † 1982)
- Johnny Wilson, pugile statunitense (New York City, n. 1893 - † 1985)
- Giovanni Parisi, pugile italiano (Vibo Valentia, n. 1967 - Voghera, † 2009)
- Giovanni Battista Zuddas, pugile italiano (Cagliari, n. 1928 - † 1996)

## Rapper(3)
- Joe Cassano, rapper italiano (Bologna, n. 1973 - Bologna, † 1999)
- Johnny Marsiglia, rapper italiano (Palermo, n. 1986)
- Asher Kuno, rapper italiano (Milano, n. 1983)

## Registi(19)
- Giovanni Basso, regista, sceneggiatore e produttore cinematografico italiano (Ferrara, n. 1984)
- Giovanni Bognetti, regista e sceneggiatore italiano (Milano)
- Carlo Campogalliani, regista e attore italiano (Concordia, n. 1885 - Roma, † 1974)
- Giovanni Coda, regista, sceneggiatore e fotografo italiano (Cagliari, n. 1964)
- Gian Maria Cominetti, regista e sceneggiatore italiano (Salasco, n. 1884 - Roma, † 1961)
- Giovanni Fago, regista italiano (Roma, n. 1933)
- Giovanni Grimaldi, regista e sceneggiatore italiano (Catania, n. 1917 - Roma, † 2001)
- Giovanni Davide Maderna, regista, scrittore e produttore cinematografico italiano (Milano, n. 1973)
- Nanni Moretti, regista, attore e sceneggiatore italiano (Brunico, n. 1953)
- Giovanni Narzisi, regista, sceneggiatore e direttore della fotografia italiano (Palermo, n. 1929)
- Giovanni Paolucci, regista e sceneggiatore italiano (Pallanza, n. 1912 - Roma, † 1964)
- Giovanni Pastrone, regista, sceneggiatore e attore italiano (Asti, n. 1882 - Torino, † 1959)
- Giovanni Pettine, regista e produttore cinematografico italiano (Isernia, n. 1883 - Isernia, † 1973)
- Giovanni Piperno, regista e fotografo italiano (Roma, n. 1964)
- Giovanni Robbiano, regista e sceneggiatore italiano (Genova, n. 1958)
- Giovanni Roccardi, regista italiano (Serrone, n. 1912)
- Giovanni Soldati, regista e sceneggiatore italiano (Roma, n. 1953)
- Giovanni Vento, regista, sceneggiatore e critico cinematografico italiano (Roma, n. 1927 - Roma, † 1979)
- Giovanni Zannini, regista e attore italiano (Venezia, n. 1884 - Milano, † 1951)

## Registi teatrali(1)
- Giovanni Poli, regista teatrale italiano (Crosara di Marostica, n. 1917 - Venezia, † 1979)

## Restauratori(1)
- Giovanni Secco Suardo, restauratore italiano (Lurano, n. 1798 - Lurano, † 1873)

## Retori(2)
- Giovanni Bondi, oratore italiano (Venzone)
- Giovanni Semeria, oratore e scrittore italiano (Coldirodi, n. 1867 - Sparanise, † 1931)

## Rivoluzionari(2)
- Giovanni Maria Angioy, rivoluzionario, funzionario e politico italiano (Bono, n. 1751 - Parigi, † 1808)
- Giovanni Carbone, rivoluzionario italiano (Bargagli, n. 1724 - Genova, † 1762)

## Rugbisti a 15(8)
- Giovanni Antoni, rugbista a 15 italiano (Mombasa, n. 1975)
- Giovanni Favretto, rugbista a 15 italiano (Trieste, n. 1922 - San Donà di Piave, † 1950)
- Giovanni Frapporti, rugbista a 15 italiano (Verona, n. 1990)
- Giovanni Grespan, ex rugbista a 15 e dirigente sportivo italiano (Treviso, n. 1967)
- Giovanni Licata, rugbista a 15 italiano (Agrigento, n. 1997)
- Giovanni Montemauri, rugbista a 15 italiano (Roma, n. 2000)
- Giovanni Pettinelli, rugbista a 15 italiano (Venezia, n. 1996)
- Giovanni Raineri, ex rugbista a 15 e allenatore di rugby a 15 italiano (Colleferro, n. 1976)

## Saggisti(2)
- Giovanni Ferri de Saint-Constant, saggista italiano (Fano, n. 1755 - Fano, † 1830)
- Giovanni Lista, saggista, storico dell'arte e critico d'arte italiano (Castiglione del Lago, n. 1943)

## Saltatori con gli sci(1)
- Giovanni Bresadola, saltatore con gli sci italiano (Cles, n. 2001)

## Santi(2)
- Giovanni di Mosca, santo russo (Oblast' di Vologda - † 1589)
- Giovanni Giacomo Hesso, santo svizzero (Wald, n. 1584 - † 1639)

## Scacchisti(4)
- Giovanni Leonardo Di Bona, scacchista italiano (Cutro, n. 1533 - Taranto, † 1578)
- Giovanni Ferrantes, scacchista, dirigente sportivo e giornalista italiano (Trani, n. 1903 - Milano, † 1995)
- Giovanni Martinolich, scacchista italiano (Trieste, n. 1884 - Trieste, † 1910)
- Giovanni Vescovi, scacchista brasiliano (Porto Alegre, n. 1978)

## Sceneggiatori(4)
- Giovanni D'Eramo, sceneggiatore e regista italiano (Roma, n. 1921)
- Giovanni Di Gregorio, sceneggiatore italiano (Palermo, n. 1973)
- Giovanni Simonelli, sceneggiatore e regista cinematografico italiano (Roma, n. 1926 - Roma, † 2007)
- Giovanni Veronesi, sceneggiatore, regista e conduttore radiofonico italiano (Prato, n. 1962)

## Scenografi(4)
- Giovanni Burnacini, scenografo italiano (Cesena - Vienna, † 1655)
- Giovanni Licheri, scenografo italiano (Carrara, n. 1950)
- Giovanni Natalucci, scenografo italiano
- Giovanni Sarazani, scenografo italiano

## Schermidori(4)
- Giovanni Battista Breda, schermidore italiano (Melegnano, n. 1931 - † 1992)
- Giovanni Canova, schermidore italiano (Canicattì, n. 1880 - Torino, † 1960)
- Giovanni Repetti, schermidore italiano (Napoli, n. 1988)
- Giovanni Scalzo, ex schermidore italiano (Messina, n. 1959)

## Sciatori alpini(4)
- Giovanni Borsotti, sciatore alpino italiano (Briançon, n. 1990)
- Giovanni Franzoni, sciatore alpino italiano (n. 2001)
- Giovanni Giudici, ex sciatore alpino italiano
- Giovanni Moro, ex sciatore alpino italiano (Gazzaniga, n. 1967)

## Scienziati(3)
- Giovanni Maria Della Torre, scienziato, fisico e naturalista italiano (Roma, n. 1710 - Napoli, † 1782)
- Giovanni Fontana, scienziato, medico e umanista italiano (Padova)
- Giovanni Maironi da Ponte, scienziato e scrittore italiano (Bergamo, n. 1748 - Bergamo, † 1833)

## Scrittori di fantascienza(1)
- Giovanni De Matteo, autore di fantascienza e blogger italiano (Policoro, n. 1981)

## Semiologi(2)
- Giovanni Manetti, semiologo italiano (San Vincenzo/Livorno, n. 1949)
- Gianfranco Marrone, semiologo e saggista italiano (Palermo, n. 1959)

## Sindacalisti(7)
- Giovanni Alasia, sindacalista, politico e partigiano italiano (Torino, n. 1927 - Torino, † 2015)
- Giovanni Ernesto Caporali, sindacalista e politico italiano (Cremona, n. 1891 - † 1961)
- Giovanni Centrella, sindacalista italiano (Prata di Principato Ultra, n. 1965)
- Giovanni Faraboli, sindacalista italiano (Valle di San Secondo Parmense, n. 1876 - Parma, † 1953)
- Giovanni Orcel, sindacalista italiano (Palermo, n. 1887 - † 1920)
- Giovanni Roberti, sindacalista, politico e avvocato italiano (Napoli, n. 1909 - Napoli, † 2010)
- Giovanni Robusti, sindacalista e politico italiano (Piadena, n. 1951)

## Slittinisti(1)
- Giovanni Graber, slittinista italiano (Valdaora, n. 1939 - Brunico, † 2024)

## Sociologi(6)
- Giovanni Acquaderni, sociologo e banchiere italiano (Castel San Pietro dell'Emilia, n. 1839 - Bologna, † 1922)
- Giovanni Boccia Artieri, sociologo e saggista italiano (Bologna, n. 1967)
- Giovanni Busino, sociologo italiano (Grisolia, n. 1932 - † 2022)
- Giovanni Cattanei, sociologo italiano (Genova - † 2005)
- Giovanni Pellicciari, sociologo e partigiano italiano (Bologna, n. 1926)
- Giovanni Ragone, sociologo italiano (Busto Arsizio, n. 1951)

## Sollevatori(2)
- Giovanni Bardis, sollevatore francese (Parigi, n. 1987)
- Giovanni Scarantino, ex sollevatore italiano (Caltanissetta, n. 1966)

## Sovrani(40)
- Giovanni d'Arborea, sovrano († 1304)
- Giovanni Comneno Ducas, sovrano bizantino († 1244)
- Giovanni di Danimarca, re danese (Aalborg, n. 1455 - Aalborg, † 1513)
- Giovanni III Sobieski, re (Olesko, n. 1629 - Wilanów, † 1696)
- Giovanni di Lussemburgo, sovrano lussemburghese (Colmar-Berg, n. 1921 - Lussemburgo, † 2019)
- Giovanni Ircano I, sovrano e sacerdote ebreo antico († 104 a.C.)
- Giovanni Ladislao di Bulgaria, sovrano bulgaro (Durazzo, † 1018)
- Giovanni, sovrano berbero († 546)
- Giovanni I del Congo, sovrano (n. 1440 - † 1509)
- Giovanni I del Monferrato, sovrano italiano († 1305)
- Giovanni I del Portogallo, re portoghese (Lisbona, n. 1357 - Lisbona, † 1433)
- Giovanni I d'Aragona, re (Perpignano, n. 1350 - Foixà, † 1396)
- Giovanni I di Boemia, re (n. 1296 - Crécy-en-Ponthieu, † 1346)
- Giovanni I di Francia, re francese (Parigi, n. 1316 - Parigi, † 1316)
- Giovanni I di Svezia, re (n. 1201 - † 1222)
- Giovanni II del Liechtenstein, sovrano (Lednice, n. 1840 - Valtice, † 1929)
- Giovanni II del Portogallo, re (Lisbona, n. 1455 - Alvor, † 1495)
- Giovanni II d'Aragona, sovrano (Medina del Campo, n. 1398 - Barcellona, † 1479)
- Giovanni II di Bretagna, sovrano (n. 1239 - Lione, † 1305)
- Giovanni II di Castiglia, re (Toro, n. 1405 - Valladolid, † 1454)
- Giovanni II di Cipro, re (Nicosia, n. 1418 - Nicosia, † 1458)
- Giovanni II di Francia, re francese (Le Mans, n. 1319 - Londra, † 1364)
- Giovanni III di Bretagna, sovrano (Champtoceaux, n. 1286 - Caen, † 1341)
- Giovanni III del Portogallo, re portoghese (Lisbona, n. 1502 - Lisbona, † 1557)
- Giovanni III di Svezia, re svedese (Castello di Stegeborg, n. 1537 - Stoccolma, † 1592)
- Giovanni V del Portogallo, sovrano portoghese (Lisbona, n. 1689 - Lisbona, † 1750)
- Giovanni VI del Portogallo, re portoghese (Lisbona, n. 1767 - Lisbona, † 1826)
- Giovanni Adamo II del Liechtenstein, sovrano liechtensteinese (Zurigo, n. 1945)
- Giovanni III di Navarra, re (Ségur-le-Château, n. 1469 - Monein, † 1516)
- Giovanni Ircano II, sovrano e sacerdote ebreo antico († 30 a.C.)
- Giovanni I Alberto di Polonia, re polacco (Cracovia, n. 1459 - Toruń, † 1501)
- Giovanni d'Inghilterra, re (Oxford, n. 1166 - Newark-on-Trent, † 1216)
- Giovanni I d'Ungheria, re ungherese (Castello di Spiš, n. 1487 - Sebeș, † 1540)
- Gian Gastone de' Medici, sovrano italiano (Firenze, n. 1671 - Firenze, † 1737)
- Giovanni V di Bretagna, sovrano francese (n. 1339 - Nantes, † 1399)
- Giovanni I di Castiglia, re (Épila, n. 1358 - Alcalá de Henares, † 1390)
- Giovanni I di Cipro, sovrano cipriota († 1285)
- Giovanni Luigi di Nassau-Saarbrücken, sovrano tedesco (Saarbrücken, n. 1472 - Saarbrücken, † 1545)
- Giovanni II di Nassau-Saarbrücken, sovrano tedesco (Saarbrücken, n. 1423 - Vehingen, † 1472)
- Giovanni di Sassonia, sovrano tedesco (Dresda, n. 1801 - Pillnitz, † 1873)

## Sportivi(1)
- Giovanni Battista Caneva, sportivo, sindacalista e politico italiano (Asiago, n. 1904 - Portoferraio, † 1947)

## Statistici(2)
- Giovanni Girone, statistico italiano (Bari, n. 1940 - Bari, † 2018)
- Giovanni Latorre, statistico italiano (Ginosa, n. 1945)

## Stilisti(4)
- Giovanni Fercioni, stilista italiano (n. 1886 - † 1961)
- Giovanni Cesare Guidi, stilista italiano (Faenza, n. 1908 - † 1995)
- Giovanni Montorsi, stilista italiano (n. 1883 - † 1945)
- Gianni Versace, stilista e imprenditore italiano (Reggio Calabria, n. 1946 - Miami Beach, † 1997)

## Storici dell'arte(7)
- Giovanni Agosti, storico dell'arte e critico d'arte italiano (Milano, n. 1961)
- Giovanni Magherini Graziani, storico dell'arte, filologo e scrittore italiano (Figline Valdarno, n. 1852 - Città di Castello, † 1924)
- Giovanni Mariacher, storico dell'arte e museologo italiano (Perugia, n. 1912 - Padova, † 1994)
- Giovanni Morelli, storico dell'arte e politico italiano (Verona, n. 1816 - Milano, † 1891)
- Giovanni Previtali, storico dell'arte italiano (Firenze, n. 1934 - Roma, † 1988)
- Giovanni Romano, storico dell'arte italiano (Carmagnola, n. 1939 - Torino, † 2020)
- Giovanni Urbani, storico dell'arte e restauratore italiano (Roma, n. 1925 - Roma, † 1994)

## Storici della filosofia(2)
- Giovanni Antonino Puglisi, storico della filosofia e banchiere italiano (Caltanissetta, n. 1945)
- Franco Restaino, storico della filosofia e filosofo italiano (Alghero, n. 1938)

## Storici delle religioni(1)
- Giovanni Filoramo, storico delle religioni italiano (Monopoli, n. 1945)

## Stuccatori(3)
- Giovanni Battista Carlone, stuccatore e scultore italiano (Scaria - Scaria)
- Giovanni Battista Staffieri, stuccatore e scultore svizzero (Bioggio, n. 1749 - Bioggio, † 1808)
- Giovanni Antonio Tani, stuccatore e architetto italiano (Pescia, n. 1660 - † 1730)

## Supercentenari(2)
- Giovanni Frau, supercentenario italiano (Orroli, n. 1890 - Cagliari, † 2003)
- Giovanni La Penna, supercentenario italiano (Roseto Valfortore, n. 1909 - Roseto Valfortore, † 2020)

## Tennisti(4)
- Gianni Cucelli, tennista italiano (Fiume, n. 1916 - Milano, † 1977)
- Giovanni Lapentti, ex tennista ecuadoriano (Guayaquil, n. 1983)
- Giovanni Mpetshi Perricard, tennista francese (Lione, n. 2003)
- Giovanni Palmieri, tennista italiano (Roma, n. 1906 - Bologna, † 1982)

## Tenori(18)
- Giovanni Ansani, tenore italiano (Roma, n. 1744 - Firenze, † 1826)
- Giovanni Badaracco, tenore italiano (Roma, n. 1865 - Buenos Aires, † 1940)
- Giovanni Basadonna, tenore italiano (Napoli, n. 1806 - Rio de Janeiro, † 1851)
- Giovanni Breviario, tenore italiano (Bergamo, n. 1891 - Bergamo, † 1982)
- Giovanni Consiglio, tenore italiano (San Marco la Catola, n. 1923 - New York, † 2012)
- Giovanni David, tenore italiano (Napoli, n. 1790 - San Pietroburgo, † 1864)
- Giovanni Matteo De Candia, tenore e patriota italiano (Cagliari, n. 1810 - Roma, † 1883)
- Giovanni Battista De Negri, tenore italiano (Alessandria, n. 1851 - Torino, † 1924)
- Giovanni Liverati, tenore e direttore d'orchestra italiano (Bologna, n. 1772 - Firenze, † 1846)
- Giovanni Malipiero, tenore italiano (Padova, n. 1906 - Padova, † 1970)
- Giovanni Manurita, tenore e attore italiano (Tempio Pausania, n. 1895 - Roma, † 1984)
- Giovanni Martinelli, tenore italiano (Montagnana, n. 1885 - New York, † 1969)
- Giovanni Paroli, tenore italiano (Brescia, n. 1856 - Brescia, † 1920)
- Giovanni Battista Rubini, tenore italiano (Romano di Lombardia, n. 1794 - Romano di Lombardia, † 1854)
- Giovanni Sbriglia, tenore italiano (Napoli, n. 1832 - Parigi, † 1916)
- Giovanni Battista Verger, tenore italiano (Roma, n. 1796)
- Giovanni Voyer, tenore spagnolo (Benicarló, n. 1901 - Lisbona, † 1976)
- Giovanni Zenatello, tenore e impresario teatrale italiano (Verona, n. 1876 - New York, † 1949)

## Teologi(28)
- Giacinto Achilli, teologo e patriota italiano (Celleno, n. 1802 - † 1860)
- Giovanni Beleth, teologo e filosofo francese (Parigi)
- Giovanni Lorenzo Berti, teologo e letterato italiano (Seravezza, n. 1696 - Pisa, † 1766)
- Giovanni Antonio Borgovini, teologo italiano
- Giovanni Caprèolo, teologo francese (Rodez, n. 1380 - Rodez, † 1444)
- Giovanni Caroli, teologo italiano (Firenze, n. 1428 - Firenze, † 1503)
- Giovanni Ciparissiota, teologo e letterato bizantino (n. 1310 - † 1378)
- Comenio, teologo, pedagogista e filosofo ceco (Nivnice, n. 1592 - Amsterdam, † 1670)
- Giovanni Damasceno, teologo siriano (Damasco - Betlemme, † 749)
- Giovanni Maria Dettori, teologo italiano (Tempio Pausania, n. 1773 - Torino, † 1836)
- Giovanni Diodati, teologo italiano (Ginevra, n. 1576 - Ginevra, † 1649)
- Giovanni Ecolampadio, teologo e umanista svizzero (Weinsberg, n. 1482 - Basilea, † 1531)
- Giovanni Eugenico, teologo bizantino (Costantinopoli, n. 1395 - Laconia, † 1456)
- Giovanni Franzoni, teologo e scrittore italiano (Varna, n. 1928 - Canneto Sabino, † 2017)
- Giovanni Valentino Gentile, teologo e umanista italiano (Scigliano - Berna, † 1566)
- Giovanni di Odzun, teologo armeno (Odzun - Odzun, † 728)
- Giovanni di Lugio, teologo italiano (Bergamo)
- Giovanni Battista Guadagnini, teologo italiano (Esine, n. 1723 - Cividate Camuno, † 1807)
- Giovanni Pietro Losana, teologo e vescovo cattolico italiano (Vigone, n. 1793 - Torino, † 1873)
- Giovanni Battista Lupi, teologo italiano
- Giovanni Marangoni, teologo e archeologo italiano (Vicenza, n. 1673 - Roma, † 1753)
- Giovanni Miegge, teologo e pastore protestante italiano (Savona, n. 1900 - Massello, † 1961)
- Giovanni Ricciardi, teologo e religioso italiano (Altamura, n. 1599 - Napoli, † 1675)
- Giovanni Francesco Richelmi, teologo e gesuita italiano (Torino, n. 1679 - † 1751)
- Giovanni Tancredi, teologo e francescano italiano (Colle di Val d'Elsa - Firenze, † 1568)
- Giovanni Maria Tolosani, teologo italiano (Colle di Val d'Elsa - † 1549)
- Giano Vitale, teologo e poeta italiano (Palermo, n. 1485 - Roma, † 1560)
- Giovanni Battista Zandonella dell'Aquila, teologo e storico italiano (Dosoledo, n. 1767 - Padova, † 1836)

## Teorici della musica(3)
- Giovanni Battista Doni, teorico della musica italiano (Firenze, n. 1594 - Firenze, † 1647)
- Giovanni Gallico da Namur, teorico musicale francese (Namur - Parma, † 1473)
- Giovanni Spataro, teorico musicale e compositore italiano (Bologna, n. 1458 - Bologna, † 1541)

## Terroristi(2)
- Gianni Nardi, terrorista e militare italiano (Ascoli Piceno, n. 1946 - Maiorca, † 1976)
- Giovanni Ventura, terrorista e editore italiano (Piombino Dese, n. 1944 - Buenos Aires, † 2010)

## Tipografi(14)
- Giovanni Giacomo Carlino, tipografo e editore italiano (Napoli, † 1616)
- Giovanni Bernardino Desa, tipografo e editore italiano (Copertino)
- Gabriele Giolito de' Ferrari, tipografo e editore italiano (Trino - Venezia, † 1578)
- Giovanni di Dio, tipografo spagnolo (Montemor-o-Novo, n. 1495 - Granada, † 1550)
- Giovanni e Vindelino da Spira, tipografo tedesco (Spira - Venezia)
- Giovanni Filippo De Lignamine, tipografo e editore italiano (Messina)
- Giovanni Leonardo Longo, tipografo italiano (Treviso)
- Giovanni Marenigh, tipografo e editore italiano (Trieste - † 1842)
- Giovanni Battista Natolini, tipografo e scrittore italiano (San Daniele del Friuli, n. 1551 - Udine, † 1609)
- Giovanni Paoli, tipografo italiano (Salò - Città del Messico)
- Giovanni Maria Salvioni, tipografo italiano (Roma, n. 1676 - Roma, † 1755)
- Giovanni Silvestri, tipografo e editore italiano (Milano, n. 1778 - † 1855)
- Giovanni Antonio Volpini, tipografo e editore italiano (Castel Goffredo)
- Giovanni Zanfa, tipografo, giornalista e editore italiano (Agarla di Breia, n. 1859 - Varallo Sesia, † 1931)

## Tiratori a volo(2)
- Giovanni Cernogoraz, tiratore a volo italiano (Capodistria, n. 1982)
- Giovanni Pellielo, tiratore a volo italiano (Vercelli, n. 1970)

## Tiratori di fune(1)
- Giovanni Forni, tiratore di fune italiano

## Traduttori(3)
- Giovanni Campolo, traduttore e religioso italiano (Messina)
- Giovanni Del Lungo, traduttore e dialoghista italiano (Firenze, n. 1881 - Roma, † 1961)
- Giovanni da Siviglia, traduttore e astrologo spagnolo

## Triatleti(1)
- Giovanni Achenza, triatleta e paraciclista italiano (Sassari, n. 1971)

## Triplisti(1)
- Giovanni Oddo, triplista e allenatore di calcio italiano (Trapani, n. 1913 - Trapani, † 2009)

## Trombettisti(3)
- Giovanni Amato, trombettista e compositore italiano (Nocera Inferiore, n. 1967)
- Giovanni Falzone, trombettista italiano (Lippstadt, n. 1974)
- Giovanni Srofenaur, trombettista italiano (Mantova, n. 1580 - Mantova, † 1634)

## Tuffatori(1)
- Giovanni Tocci, tuffatore italiano (Cosenza, n. 1994)

## Umanisti(28)
- Giovanni Paolo Alciati della Motta, umanista, medico e teologo italiano (Savigliano - Danzica, † 1573)
- Giovanni Argiropulo, umanista, scrittore e traduttore bizantino (Costantinopoli - Roma, † 1487)
- Giovanni Aurelio Augurelli, umanista, poeta e alchimista italiano (Rimini, n. 1456 - Treviso, † 1524)
- Giovanni Aurispa, umanista, poeta e mercante italiano (Noto, n. 1376 - Ferrara, † 1459)
- Giovanni Bona de Boliris, umanista, poeta e scrittore italiano (Cattaro, n. 1520 - Cattaro, † 1572)
- Giovanni Bernardino Bonifacio, umanista italiano (Napoli, n. 1517 - Danzica, † 1597)
- Giovanni Matteo Bottigella, umanista italiano (Pavia, n. 1410 - † 1486)
- Poggio Bracciolini, umanista e storico italiano (Terranuova, n. 1380 - Firenze, † 1459)
- Giovanni Brancati, umanista italiano (Policastro, n. 1440)
- Giovanni Andrea Bussi, umanista e vescovo cattolico italiano (Vigevano, n. 1417 - Roma, † 1475)
- Giovanni Antonio Campano, umanista e vescovo cattolico italiano (Galluccio, n. 1429 - Siena, † 1477)
- Giovanni Battista Castiglione, umanista italiano (Gassino, n. 1516 - Speen, † 1598)
- Giovanni Conversini, umanista e giurista italiano (Buda, n. 1343 - Muggia, † 1408)
- Giovanni Corsi, umanista e diplomatico italiano (Firenze, n. 1472 - Firenze, † 1547)
- Giovanni Crastone, umanista italiano (Castel San Giovanni)
- Giovanni Crisolora, umanista e diplomatico bizantino (n. 1360 - Costantinopoli, † 1422)
- Johannes Cuspinian, umanista, poeta e diplomatico tedesco (Schweinfurt, n. 1473 - Vienna, † 1529)
- Giovanni Florio, umanista inglese (Londra, n. 1552 - Fulham, † 1625)
- Giovanni di Glogovia, umanista, filosofo e geografo polacco (Głogów, n. 1445 - Cracovia, † 1507)
- Giovanni Giocondo, umanista e architetto italiano (Verona - Roma, † 1515)
- Giovanni Malpaghini, umanista italiano (Ravenna - Firenze, † 1417)
- Giovanni Manzini, umanista e militare italiano (Fivizzano)
- Giovanni Antonio Panteo, umanista e religioso italiano (Verona, n. 1440 - Verona, † 1497)
- Giovanni Perlotto, umanista italiano (Traù)
- Giovanni Pico della Mirandola, umanista e filosofo italiano (Mirandola, n. 1463 - Firenze, † 1494)
- Pierio Valeriano, umanista, teologo e scrittore italiano (Belluno, n. 1477 - Padova, † 1558)
- Giovanni Pontano, umanista e politico italiano (Cerreto di Spoleto, n. 1429 - Napoli, † 1503)
- Giovanni Tortelli, umanista italiano (Capolona, n. 1400 - † 1466)

## Urbanisti(2)
- Giovanni Astengo, urbanista e architetto italiano (Torino, n. 1915 - San Giovanni in Persiceto, † 1990)
- Giovanni Campo, urbanista e politico italiano (Roma, n. 1943 - Catania, † 2006)

## Velisti(4)
- Giovanni Coccoluto, velista italiano (Trieste, n. 1993)
- Giovanni Conti, ex velista sammarinese (n. 1960)
- Giovanni Reggio, velista italiano (Genova, n. 1888 - Genova, † 1972)
- Giovanni Soldini, velista italiano (Milano, n. 1966)

## Velocisti(11)
- Giovanni Bongiorni, ex velocista italiano (Pisa, n. 1956)
- Giovanni Codrington, velocista olandese (Paramaribo, n. 1988)
- Giovanni Galbieri, velocista italiano (Negrar, n. 1993)
- Giovanni Ghiselli, velocista italiano (Novara, n. 1934 - Novara, † 1997)
- Giovanni Grazioli, ex velocista italiano (Robbio, n. 1959)
- Giovanni Orlandi, velocista italiano (Milano, n. 1898 - † 1977)
- Giovanni Puggioni, ex velocista italiano (Sassari, n. 1966)
- Giovanni Rocca, velocista italiano (Milano, n. 1929 - Milano, † 2013)
- Giovanni Tomasicchio, ex velocista italiano (Bari, n. 1982)
- Giovanni Tosi, velocista e calciatore italiano (Menaggio, n. 1899 - Menaggio, † 1985)
- Giovanni Turba, velocista e mezzofondista italiano (Milano, n. 1905 - Attadale, † 1994)

## Vescovi(37)
- Giovanni Cortasmeno, vescovo bizantino
- Giovanni Dardel, vescovo e storico francese (Étampes - † 1403)
- Giovanni Francesco Fara, vescovo, storico e umanista italiano (Sassari, n. 1543 - Sassari, † 1591)
- Giovanni di Montemarano, vescovo e santo italiano (Montemarano - Montemarano, † 1095)
- Giovanni, vescovo italiano († 900)
- Giovanni Crisostomo, vescovo e teologo greco antico (Antiochia di Siria - Comana Pontica, † 407)
- Giovanni il Buono, vescovo e santo italiano (Recco - Milano)
- Giovanni da Efeso, vescovo e storico siro (Amida)
- Giovanni V di Grado, vescovo italiano
- Giovanni di Gotia, vescovo e santo goto (Partenit - Amastrida)
- Giovanni di Biclaro, vescovo e storico portoghese (Scallabis)
- Giovanni l'Elemosiniere, vescovo e santo bizantino (Amatunte, n. 556 - Amatunte, † 619)
- Giovanni di Benevento, vescovo italiano
- Giovanni II, vescovo italiano
- Giovanni I, vescovo italiano († 928)
- Giovanni da Lodi, vescovo italiano (Lodi Vecchio - Gubbio, † 1105)
- Giovanni da Traù, vescovo dalmata (Traù - Traù, † 1111)
- Giovanni, vescovo italiano
- Giovanni Esicasta, vescovo e santo armeno (Nicopoli, n. 454 - Grande Laura, † 558)
- Giovanni di Dara, vescovo e scrittore siro
- Giovanni, vescovo italiano (Bergamo)
- Giovanni di Antiochia, vescovo siro (Roma)
- Giovanni I di Sutri, vescovo italiano
- Giovanni II di Sutri, vescovo italiano
- Giovanni II di Napoli, vescovo italiano (Napoli)
- San Giovanni l'Agnello, vescovo belga (Huy - Maastricht)
- Giovanni V di Sutri, vescovo italiano
- Giovanni III di Sutri, vescovo tedesco
- Giovanni I, vescovo longobardo (Roma)
- Giovanni I, vescovo greco antico (Alessandria d'Egitto - Alessandria d'Egitto, † 505)
- Giovanni I di Napoli, vescovo italiano (Napoli, † 432)
- Giovanni II, vescovo greco antico (Egitto - Egitto, † 516)
- Giovanni IV Nesteutes, vescovo bizantino († 595)
- Giovanni XVI, vescovo e cardinale italiano (Rossano - Fulda, † 1001)
- Giovanni Talaia, vescovo greco antico
- Giovanni Mamikonian, vescovo e scrittore armeno
- Giovanni I, vescovo bizantino (Como, † 558)

## Vescovi cristiani orientali(23)
- Giovanni I bar Marta, vescovo cristiano orientale siro (Hormizd Ardashir - Seleucia-Ctesifonte, † 683)
- Giovanni di Nikiu, vescovo cristiano orientale e storico egiziano
- Giovanni II bar Narsai, vescovo cristiano orientale siro (Karkh Djuddan - Baghdad, † 892)
- Giovanni III, vescovo cristiano orientale siro (Beth Garmai - Baghdad, † 899)
- Giovanni IV bar Abgar, vescovo cristiano orientale siro (Baghdad, † 905)
- Giovanni V bar Isa, vescovo cristiano orientale siro (Karkh Djuddan - Baghdad, † 1012)
- Giovanni VI bar Nazuk, vescovo cristiano orientale siro (Baghdad, † 1020)
- Giovanni VII bar Targal, vescovo cristiano orientale siro (Baghdad - Baghdad, † 1057)
- Giovanni V di Alessandria, vescovo cristiano orientale egiziano (Egitto - Egitto, † 1166)
- Giovanni VI di Alessandria, vescovo cristiano orientale egiziano (Egitto - Egitto, † 1216)
- Giovanni VII di Alessandria, vescovo cristiano orientale egiziano (Egitto - Egitto, † 1293)
- Giovanni VIII di Alessandria, vescovo cristiano orientale egiziano (Bani-Khosaim - Egitto, † 1320)
- Giovanni IX di Alessandria, vescovo cristiano orientale egiziano (Egitto - Egitto, † 1327)
- Giovanni X di Alessandria, vescovo cristiano orientale siriano (Damasco - Egitto, † 1369)
- Giovanni XI di Alessandria, vescovo cristiano orientale egiziano (Il Cairo - Egitto, † 1452)
- Giovanni XII di Alessandria, vescovo cristiano orientale egiziano (Egitto - Egitto, † 1483)
- Giovanni XIII di Alessandria, vescovo cristiano orientale egiziano (Misr - Egitto, † 1524)
- Giovanni XIV di Alessandria, vescovo cristiano orientale egiziano (Manfalut - Egitto, † 1586)
- Giovanni XV di Alessandria, vescovo cristiano orientale egiziano (Mallawi - Egitto, † 1629)
- Giovanni XVI di Alessandria, vescovo cristiano orientale egiziano (Takh El-Nasara - Egitto, † 1718)
- Giovanni XVII di Alessandria, vescovo cristiano orientale egiziano (Mallawi - Egitto, † 1745)
- Giovanni XVIII di Alessandria, vescovo cristiano orientale egiziano (Fayyum - Egitto, † 1796)
- Giovanni XIX di Alessandria, vescovo cristiano orientale egiziano (Dair Tasa, n. 1855 - Egitto, † 1942)

## Vescovi ortodossi(9)
- Giovanni Apocauco, vescovo ortodosso bizantino (Naupatto - † 1233)
- Giovanni II di Gerusalemme, vescovo ortodosso bizantino (Gerusalemme, † 417)
- Giovanni III di Gerusalemme, vescovo ortodosso bizantino († 523)
- Giovanni IV di Gerusalemme, vescovo ortodosso bizantino († 594)
- Giovanni V di Gerusalemme, vescovo ortodosso bizantino († 735)
- Giovanni VI di Gerusalemme, vescovo ortodosso bizantino
- Giovanni VII di Gerusalemme, vescovo ortodosso bizantino (Gerusalemme, † 966)
- Giovanni IX di Gerusalemme, vescovo ortodosso bizantino
- Giovanni l'Ossita, vescovo ortodosso bizantino

## Vetrai(1)
- Giovanni Battista Bertini, vetraio e restauratore italiano (Milano, n. 1799 - Milano, † 1849)

## Viaggiatori(3)
- Giovanni Maria Angiolello, viaggiatore italiano (Vicenza, n. 1451 - Vicenza, † 1525)
- Giovanni Benaglia, viaggiatore e scrittore italiano
- Giovanni Mariti, viaggiatore, scienziato e storico italiano (Firenze, n. 1736 - Firenze, † 1806)

## Violinisti(12)
- Giovanni Angeleri, violinista e direttore d'orchestra italiano (Padova, n. 1971)
- Giovanni Benvenuti, violinista italiano (Bologna - Bologna, † 1715)
- Giovanni Maria Bononcini, violinista, compositore e teorico della musica italiano (Montecorone di Zocca, n. 1642 - Modena, † 1678)
- Giovanni Buonaventura Viviani, violinista e compositore italiano (Firenze, n. 1638 - Pistoia)
- Giovanni Mane Giornovichi, violinista e compositore italiano (Palermo, n. 1747 - San Pietroburgo, † 1804)
- Giovanni Antonio Guido, violinista e compositore italiano (Genova)
- Giovanni Meneghetti, violinista e compositore italiano (Vicenza - Vicenza, † 1794)
- Giovanni Battista Polledro, violinista e compositore italiano (Piovà, n. 1781 - Asti, † 1853)
- Lorenzo Somis, violinista, compositore e pittore italiano (Torino, n. 1688 - Torino, † 1775)
- Giovanni Battista Somis, violinista e compositore italiano (Torino, n. 1686 - Torino, † 1763)
- Giovanni Battista Vivaldi, violinista italiano (Brescia, n. 1655 - Venezia, † 1736)
- Giovanni Andrea Zanon, violinista italiano (Castelfranco Veneto, n. 1998)

## Violoncellisti(3)
- Giovanni Battista Cirri, violoncellista e compositore italiano (Forlì, n. 1724 - Forlì, † 1808)
- Giovanni Perriera, violoncellista italiano (Palermo, n. 1923 - † 1988)
- Giovanni Ricciardi, violoncellista italiano (Genova, n. 1968)

## Wrestler(1)
- Giovanni Roselli, wrestler statunitense (White Plains, n. 1980)

## Zoologi(1)
- Giovanni Giuseppe Bianconi, zoologo, botanico e geologo italiano (Bologna, n. 1809 - † 1878)